# Vigneux-sur-Seine
Pour les articles homonymes, voir Vigneux.
Vigneux-sur-Seine (prononcé [viɲø syʁ sɛn] ) est une commune française dans le département de l’Essonne en région Île-de-France.
Ses habitants sont appelés les Vigneusiens.
Située sur l’ancien lit de la Seine, occupée dès le Néolithique par les Hommes, la commune resta jusqu’au XIXe siècle un village agricole, d’abord dépendant des chapitres de Paris puis de riches propriétaires terriens, parsemé de châteaux dès le XIVe siècle. Vigneux-sur-Seine connut une révolution avec l’exploitation des carrières de sable conduisant au développement d’un port puis du chemin de fer en 1863. Rapidement lotie, par les Castors d’abord puis par les offices HLM au cours de la seconde moitié du XXe siècle, c’est, au début du XXIe siècle, une commune majoritairement résidentielle, en quête de renouvellement urbain.

## Géographie

### Situation

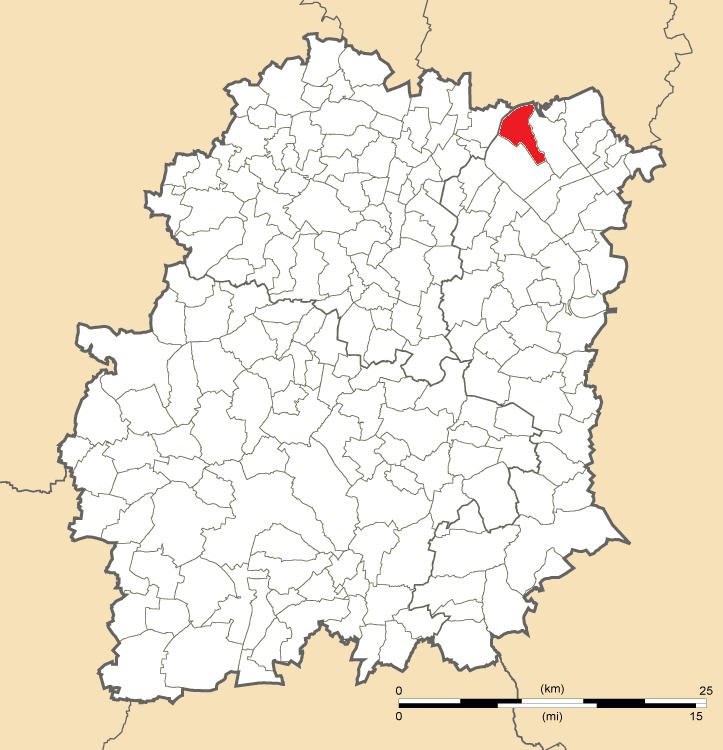
Position de Vigneux-sur-Seine en Essonne.

Vigneux-sur-Seine est située au nord-est du département de l’Essonne qui est totalement intégré à l’agglomération parisienne dans la région Île-de-France à la frontière ouest de la région naturelle de la Brie française.
La commune occupe un territoire de huit cent soixante-dix-sept hectares dont les parties urbanisées et rurales représentaient une proportion équivalent à 47 % chacune en 2003, il a la forme approximative d’un triangle isocèle dont la pointe serait orientée vers le sud-est et dont la base serait bordé par les berges de la Seine au nord-ouest.
L’Institut national de l'information géographique et forestière attribue les coordonnées géographiques 48°41’57" N et 02°26’13" E au point central de ce territoire.
La commune est située à 17,4 km au sud-est de Paris-Notre-Dame, point zéro des routes de France, 7 km au nord d’Évry, 10 km au nord-ouest de Corbeil-Essonnes, 15 km à l’est de Palaiseau, 36 km au nord-est d’Étampes, et seulement 11 km au sud-ouest de Créteil.
Elle est en outre située à 161 km au sud-ouest de son homonyme Vigneux-Hocquet dans l’Aisne et 346 km au nord-est de Vigneux-de-Bretagne dans la Loire-Atlantique.

### Hydrographie

Le lac Montalbot.

Deux cours d’eau forment des frontières naturelles, la Seine de l’ouest au nord-est et le ru de l’Oly à l’est, ils sont complétés par plusieurs étangs et lacs.
La commune est implantée sur la rive droite de la Seine dans une partie où son cours forme une boucle vers le nord-est avant son entrée dans le Val-de-Marne. Le fleuve baigne ainsi quatre kilomètres de berges entre l’aval de l’étang des Mousseaux à Draveil et l’amont de l’embouchure de l’Yerres à Villeneuve-Saint-Georges.
Pour partie située dans la plaine inondable, le territoire de la commune compte aussi en bordure du fleuve plusieurs étangs et lacs dont ceux du château dans l'île de loisirs du Port-aux-Cerises, les étangs de la pierre à Mousseau, le lac du château de Fraye et le lac Montalbot, ancienne sablière inondée et reliée au fleuve.
À la frontière est de la commune coule depuis la forêt de Sénart au sud le rû d’Oly, pour partie souterrain entre l’avenue de la Tourelle et la voie ferrée du Paris - Melun.
À hauteur de la Saussaie des Gobelins se trouve l’écluse d’Ablon, dotée de deux sas latéraux, d’un barrage central surmonté d’une passerelle et d’une station de mesure du débit, seule écluse et dernier point de franchissement du département de l’Essonne dans le sens du courant.

### Relief et géologie
Vigneux-sur-Seine est implantée sur le versant est de la vallée de la Seine, elle s’étale entre le plateau de Sénart au sud et les berges du fleuve au nord. Le territoire s’étage en pente relativement douce entre l’altitude maximale de 84 m relevée dans la forêt de Sénart au carrefour de la route forestière Madame et l’altitude minimale de 31 m sur la rive du fleuve, distant d’approximativement 5 km, qui est aussi le point le plus bas du département de l’Essonne. L’Hôtel de ville, en centre-ville est lui implanté à une altitude de 41 m. La géologie de la commune est caractéristique du Bassin parisien avec des couches successives de meulière, limon, argile et calcaire qui par érosion forme des couches de sable, autrefois extrait dans les carrières.

### Communes limitrophes
Le territoire de Vigneux-sur-Seine est limitrophe de plusieurs autres communes, la Seine marque ainsi une frontière naturelle entre les départements de l’Essonne et du Val-de-Marne et entre les communes de Vigneux-sur-Seine et Villeneuve-le-Roi au nord-est, Ablon-sur-Seine au nord, Athis-Mons au nord-ouest et à l’ouest. Le ru d’Oly marque lui la limite avec la commune de Villeneuve-Saint-Georges au nord-est et Montgeron à l’est et au sud-est. Au sud, la route forestière Pierreuse délimite le territoire de Draveil, la frontière se poursuivant à travers la forêt puis dans l'île de loisirs du Port-aux-Cerises jusqu’au fleuve.
|            | Ablon-sur-Seine Villeneuve-le-Roi (Val-de-Marne) | Villeneuve-Saint-Georges (Val-de-Marne) |
| Athis-Mons | Vigneux-sur-Seine                                | Montgeron                               |
|            | Draveil                                          |                                         |

### Climat
Pour des articles plus généraux, voir Climat de l'Île-de-France et Climat de l'Essonne.
En 2010, le climat de la commune est de type climat océanique dégradé des plaines du Centre et du Nord, selon une étude du CNRS s'appuyant sur une série de données couvrant la période 1971-2000. En 2020, Météo-France publie une typologie des climats de la France métropolitaine dans laquelle la commune est exposée à un climat océanique altéré et est dans la région climatique  Sud-ouest du bassin Parisien, caractérisée par une faible pluviométrie, notamment au printemps (120 à 150 mm) et un hiver froid (3,5 °C). 
Pour la période 1971-2000, la température annuelle moyenne est de 11,8 °C, avec une amplitude thermique annuelle de 15,4 °C. Le cumul annuel moyen de précipitations est de 643 mm, avec 10,9 jours de précipitations en janvier et 7,8 jours en juillet. Pour la période 1991-2020, la température moyenne annuelle observée sur la station météorologique la plus proche, située à Athis-Mons à 2 km à vol d'oiseau, est de 12,1 °C et le cumul annuel moyen de précipitations est de 622,2 mm,. Pour l'avenir, les paramètres climatiques de la commune estimés pour 2050 selon différents scénarios d'émission de gaz à effet de serre sont consultables sur un site dédié publié par Météo-France en novembre 2022.
| Mois                                  | jan.             | fév.           | mars          | avril           | mai             | juin          | jui.           | août           | sep.           | oct.            | nov.            | déc.             | année      |
| ------------------------------------- | ---------------- | -------------- | ------------- | --------------- | --------------- | ------------- | -------------- | -------------- | -------------- | --------------- | --------------- | ---------------- | ---------- |
| Température minimale moyenne (°C)     | 2,1              | 2              | 4,2           | 6,4             | 9,9             | 13,1          | 15             | 14,6           | 11,5           | 8,7             | 5               | 2,7              | 7,9        |
| Température moyenne (°C)              | 4,7              | 5,2            | 8,3           | 11,3            | 14,8            | 18,2          | 20,4           | 20,2           | 16,5           | 12,6            | 7,9             | 5,2              | 12,1       |
| Température maximale moyenne (°C)     | 7,2              | 8,5            | 12,5          | 16,2            | 19,8            | 23,2          | 25,8           | 25,7           | 21,5           | 16,4            | 10,9            | 7,6              | 16,3       |
| Record de froid (°C) date du record   | −16,8 17.01.1985 | −15 02.02.1956 | −9,4 01.03.05 | −4,3 16.04.1921 | −1,3 07.05.1957 | 3,1 01.06.06  | 6,7 01.07.1922 | 5,6 31.08.1923 | 1,7 20.09.1952 | −3,9 30.10.1955 | −9,6 28.11.1921 | −13,3 29.12.1964 | −16,8 1985 |
| Record de chaleur (°C) date du record | 16,5 27.01.03    | 20,8 27.02.19  | 25,3 31.03.21 | 29,4 16.04.1949 | 35 24.05.1922   | 37,1 21.06.17 | 41,9 25.07.19  | 40 12.08.03    | 35,4 09.09.23  | 31,3 04.10.1921 | 21,8 07.11.15   | 17,3 16.12.1989  | 41,9 2019  |
| Ensoleillement (h)                    | 53,3             | 85,2           | 152,9         | 202,5           | 217             | 224,3         | 246,9          | 220,9          | 185,7          | 116,6           | 62,4            | 63,9             | 1 831,3    |
| Précipitations (mm)                   | 46,8             | 42,6           | 44,4          | 44,5            | 63              | 56,1          | 52,9           | 57,9           | 47,4           | 52,8            | 53,4            | 60,4             | 622,2      |

## Urbanisme

### Typologie
Au 1er janvier 2024, Vigneux-sur-Seine est catégorisée grand centre urbain, selon la nouvelle grille communale de densité à sept niveaux définie par l'Insee en 2022.
Elle appartient à l'unité urbaine de Paris, une agglomération inter-départementale regroupant 407  communes, dont elle est une commune de la banlieue,,. Par ailleurs la commune fait partie de l'aire d'attraction de Paris, dont elle est une commune du pôle principal,. Cette aire regroupe 1 929 communes,.

### Occupation des solssimplifiée
Le territoire de la commune se compose en 2017 de 38,87 % d'espaces agricoles, forestiers et naturels, 10,11 % d'espaces ouverts artificialisés et 51,02 % d'espaces construits artificialisés.

### Lieux-dits, écarts et quartiers
| Type d’occupation           | Pourcentage | Superficie (en hectares) |
| --------------------------- | ----------- | ------------------------ |
| Espace urbain construit     | 51,0 %      | 456,65                   |
| Espace urbain non construit | 6,7 %       | 60,31                    |
| Espace rural                | 42,2 %      | 377,75                   |
| Source : Iaurif - MOS 2008  |             |                          |

Vigneux-sur-Seine comporte des quartiers à dominante pavillonnaire avoisinant des grands ensembles et des résidences de standing plus récentes.
Le boulevard Henri-Barbusse relie le centre-ville de Draveil à la zone commerciale du Valdoly de Montgeron. En plein renouvellement immobilier, il concentre les principales banques et commerces de Vigneux-sur-Seine.
De part et d'autre du boulevard, s'égrainent des rues plus pavillonnaires. Les maisons ou immeubles bas se sont ainsi regroupés autour de différents lieux remarquables : le château Frayé, le château Rouvres, le marché Anatole-France, le parc du Gros-Buisson, l'île de loisirs du Port-aux-Cerises, le marché Anatole-France, la fosse Montalbot, le lac..
Ce paysage horizontal typique de la banlieue pavillonnaire parisienne a longtemps été dominé par les tours de la Croix-Blanche, aujourd'hui en cours de déconstruction ou réhabilitation. Mais les grands ensembles centraux de la Croix-Blanche et des Castors ne sont pas les seuls de la ville. Totalisant près de 8 000 habitants en 2018, trois quartiers de la commune sont classés prioritaires : la Croix Blanche intégralement située dans la commune, la Prairie de l’Oly, en partie située dans la commune voisine de Montgeron, et les Bergeries, en partie située dans la commune voisine de Draveil .
Composé de péniches amarrées, le quartier fluvial du Port Premier est voisin d'immeubles récents et de l'île de loisirs du Port-aux-Cerises. D'autres quartiers d'immeubles sortent de terre autour de parcelles longtemps restées en friche en lisière de la forêt de Sénart : la prairie du Poste des Friches, le Bois des Vallées et le Clos de la Régale.
Deux zones d’activités se sont implantées : à l’ouest, la zone de la Pierre à Mousseaux et l’est la zone de la Fosse Montalbot.
Derrière la gare, en bordure de Seine se trouvent les lieux-dits du Petit Noisy, de la Saussaie, de Courcel, des Gobelins et l’Île Brune.
L’Insee découpe la commune en dix îlots regroupés pour l'information statistique (IRIS) soit Pasteur - Place Marx-Dormoy-la Longueraie, le Lac - Briques Rouges, les Tours, la Croix Blanche, Louis Armand - la Siemp, Gare-Parc du château - le Gros Buisson, Mocquet-Castors-Lafayette, l’Oly, Anatole France-Lepetit et Vergeat et Rouvres-les Bergeries.

### Habitat
La commune a vu son parc de logements croître de manière significative depuis 1968, passant alors  de 7 677 résidences principales à 12 427 en 2017 ( + 62 %).
La croissance s'est déroulée ces dix dernières années, de 2007 à 2017, de la manière suivante :
| Logements                                        | Nombre en 2007 | % en 2007 | nombre en 2012 | % en 2012 | nombre en 2017 | % en 2017 |
| ------------------------------------------------ | -------------- | --------- | -------------- | --------- | -------------- | --------- |
| Total                                            | 10 235         | 100 %     | 11 687         | 100 %     | 12 427         | 100 %     |
| Résidences principales                           | 9 619          | 94,0 %    | 11 146         | 95,4 %    | 11 797         | 94,4 %    |
| → Dont HLM                                       | 3 984          | 41,4 %    | 4 152          | 37,2 %    | 4 255          | 36,1 %    |
| Résidences secondaires et logements occasionnels | 81             | 0,8 %     | 22             | 0,2 %     | 65             | 0,5 %     |
| Logements vacants                                | 535            | 5,2 %     | 519            | 4,4 %     | 565            | 4,5 %     |
| Dont :                                           |                |           |                |           |                |           |
| → maisons                                        | 4 821          | 47,1 %    | 5 281          | 45,2 %    | 5 386          | 43,3 %    |
| → appartements                                   | 5 367          | 52,4 %    | 6 258          | 53,5 %    | 6 925          | 55,7 %    |

Le taux de logements sociaux dépasse de manière significative le minimum légal de 25 % fixé par l'article 55 de la loi SRU du 13 décembre 2000. En 2017, 5 586 résidences principales sont occupés par leurs propriétaires et 6 066 par des locataires (y compris de logements sociaux).

### Voies de communication et transports

#### Voies de communication
Parallèlement au fleuve et à la voie ferrée de Villeneuve-Seint-Georges à Montargis, deux axes routiers majeurs coupent la commune à deux kilomètres l’un de l’autre : La route départementale 448 prend l’appellation d’avenue Henri-Barbusse et mène directement à Corbeil-Essonnes et héritière de l’ancienne route nationale 448 reliant la Seine à la Loire par Malesherbes. La route départementale 31 appelée avenue de la Tourelle relie La Ferté-Alais à la vallée de l’Yerres[réf. nécessaire].
Située à proximité directe dans la commune voisine de Montgeron, la route nationale 6 reste aujourd’hui le principal axe routier facilement accessible depuis Vigneux-sur-Seine pour rejoindre les autoroutes[réf. nécessaire].
En mars 2022, la commune dispose de 1 300 m d'infrastructures cyclables réparties en deux pistes : une piste bidirectionnelle le long de la RD31, avenue de la Tourelle et rue Waldeck Rousseau, seule piste en site propre, et une piste bidirectionnelle discontinue sur trottoir, le long d'une fraction de l'avenue de la Concorde[réf. nécessaire].
La commune est par ailleurs située à cinq kilomètres au sud-est de l’aéroport Paris-Orly et trente-six kilomètres de l’aéroport Paris-Charles-de-Gaulle.
La Seine constitue encore une importante voie de transport fluvial passant à proximité de la commune, même si celle-ci ne dispose plus d’aucun port autre que de plaisance[réf. nécessaire].

#### Transports
De l’époque industrielle et minière de la commune, la ville a conservé sur son territoire deux voies ferrées : 
- la ligne de Paris-Lyon à Marseille-Saint-Charles qui forme une boucle à l’extrême nord-est
- la ligne de Villeneuve-Saint-Georges à Montargis qui file entre le centre-ville et le fleuve avant de le traverser à proximité des étangs de la Pierre à Mousseaux.

Ces deux lignes sont aujourd’hui empruntées par la ligne D du RER d'Île-de-France et la seconde dispose de la gare de Vigneux-sur-Seine.

La gare de Vigneux-sur-Seine
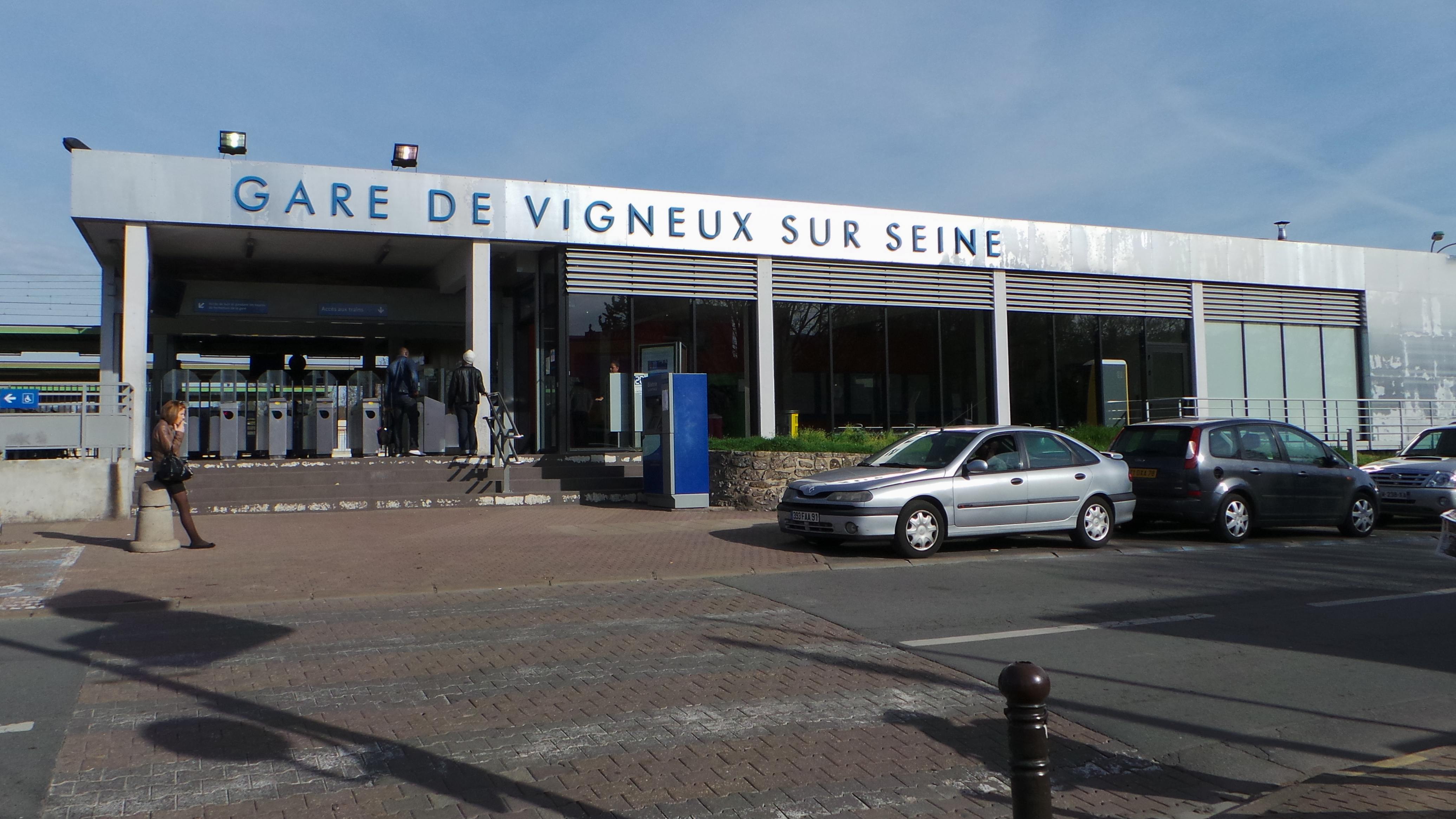
Entrée principale de la gare RER.
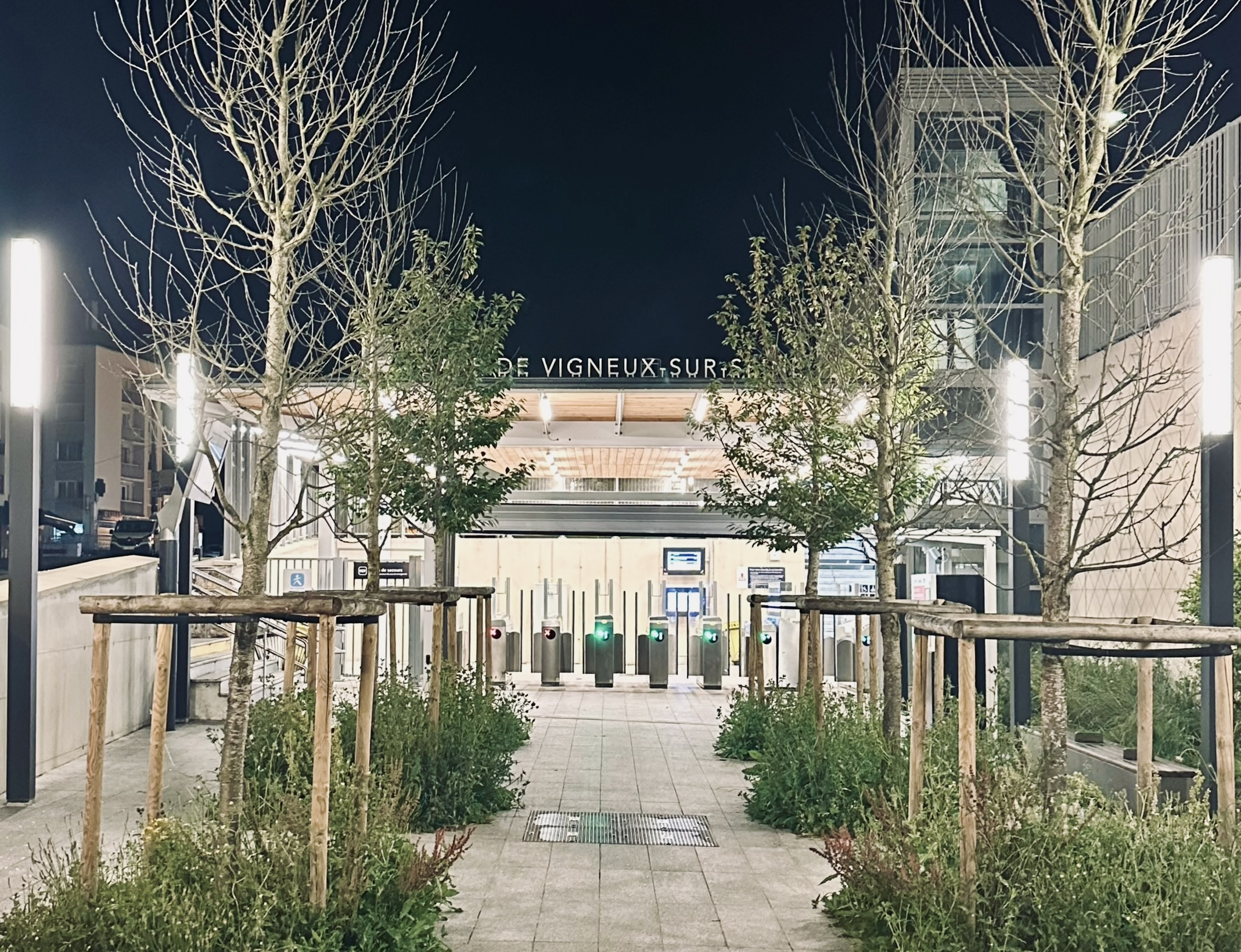
Accès depuis la gare routière.
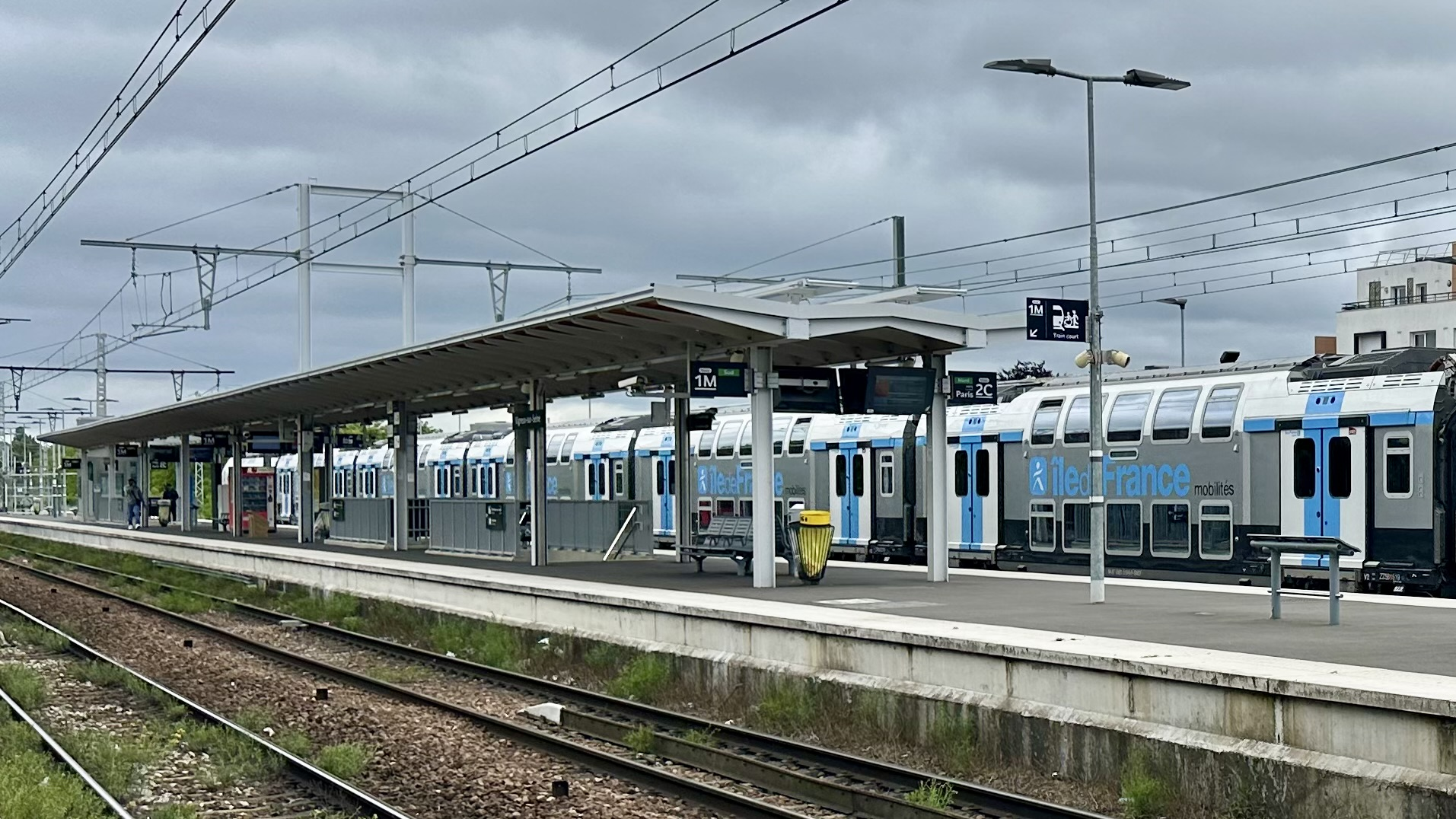
Quais.
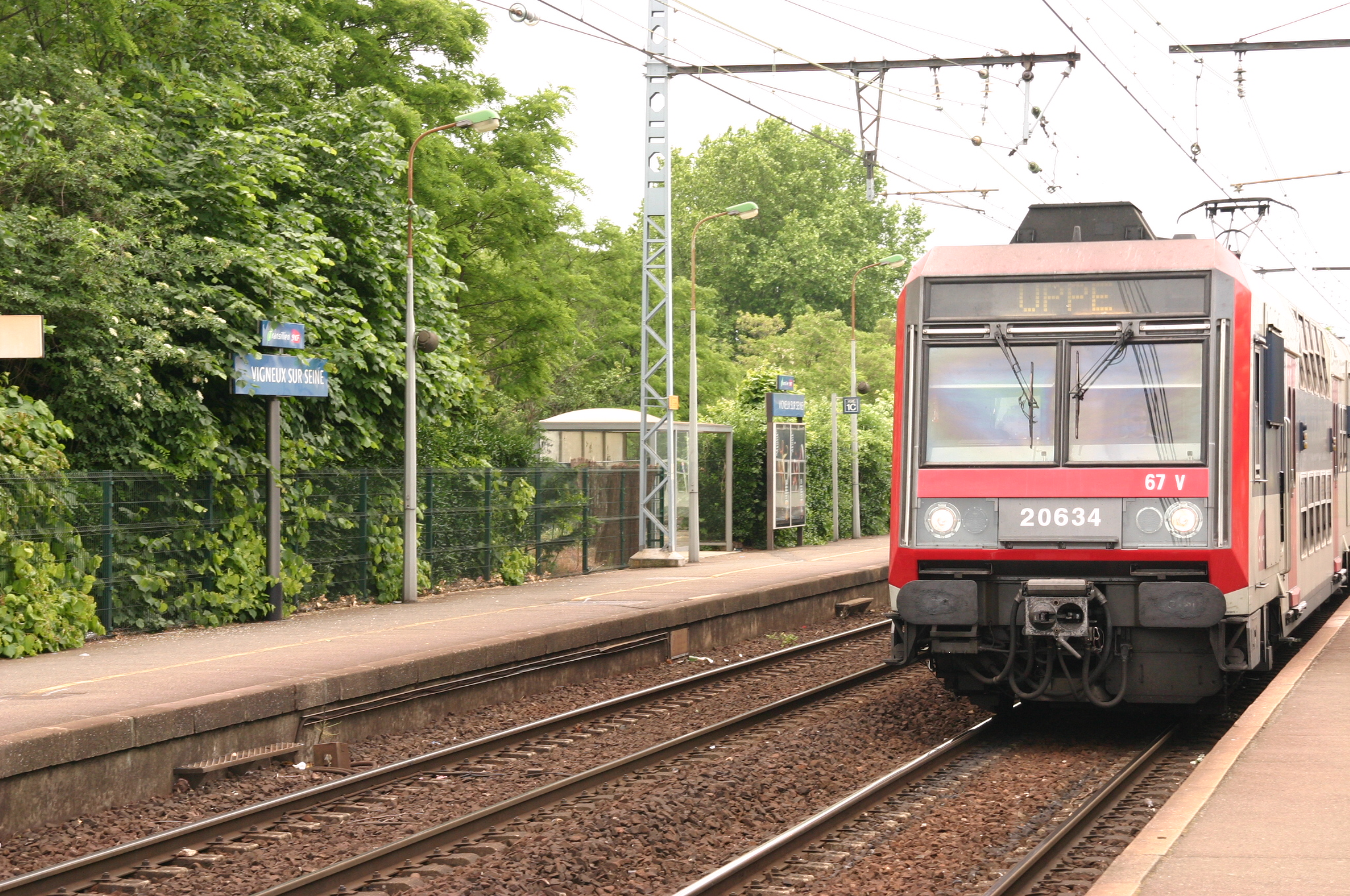

En complément du transport ferroviaire, les axes routiers sont empruntés par divers réseaux d’autobus dont la ligne N135 du Noctilien et les lignes IV, 501, 11, 14, 15, 91-09 et 191-100 du réseau de bus Val d'Yerres Val de Seine[réf. nécessaire].

## Toponymie
Le nom de la localité est mentionné dès le VIe siècle sous la forme latine Vicus Novus, Vinolium en 1232.
Il s'agit, comme l'indiquent les formes les plus anciennes, d'un « vicus nouveau », c'est-à-dire d'un « bourg neuf ». Le composé *VICU NOVU > *Vicneuf correspond aux types toponymiques Neuvic, Neuvicq, dont la formule - adjectif + appellatif - est inverse (même chose que Bourgneuf / Neufbourg, le Neubourg). La forme actuelle s'explique par la sonorisation de [k] (c) en [g] devant [n] : *Vicneuf > Vigneu(f), puis coalescence [vignø]> [viɲø]. On constate une probable homonymie avec Vinneuf (Yonne, Vinnovum au IXe siècle) connu seulement par une forme plus tardive où le [k] (c) s'est déjà amuï. En revanche, les homophones du type Vigneux ou Vignieu sont d'anciens Vinietum, Viniacum, basés sur le nom latin du vignoble, vinea.
La commune fut créée en 1793 avec le simple nom de Vigneux, la mention de la Seine fut ajoutée en 1910.

## Histoire

### Les origines

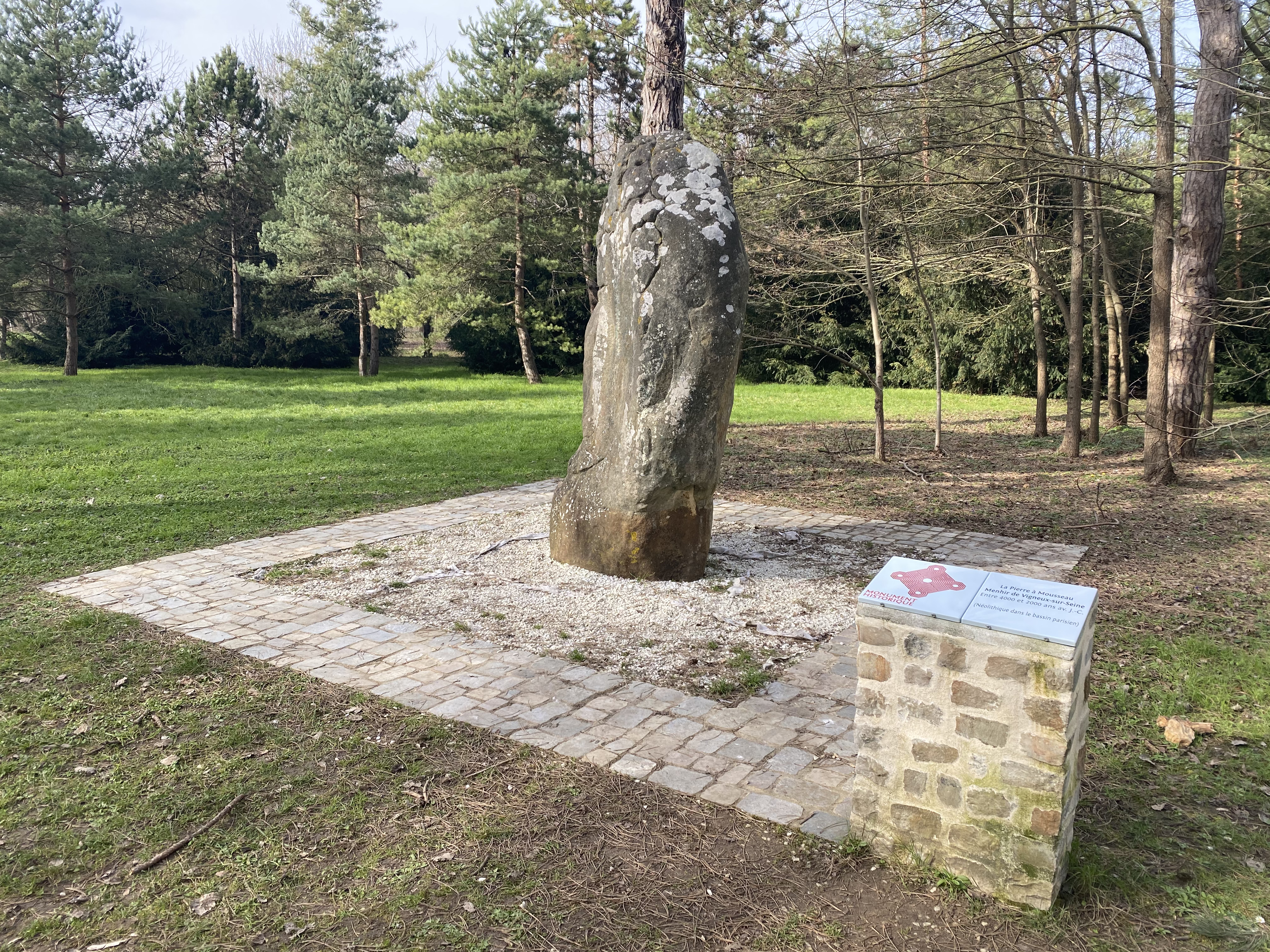
Pierre à Mousseau.

La présence d'un menhir, appelé Pierre à Mousseau, et la découverte d'outils en silex taillé atteste la présence humaine sur le territoire de la commune dès le Néolithique. Des coupes et des fonds de plats de l’Âge du fer authentifient la persistance de l’occupation comme les ruines de murs, les outils et les vases datant du début de l’ère chrétienne.

### Chapitres de Paris et châteaux

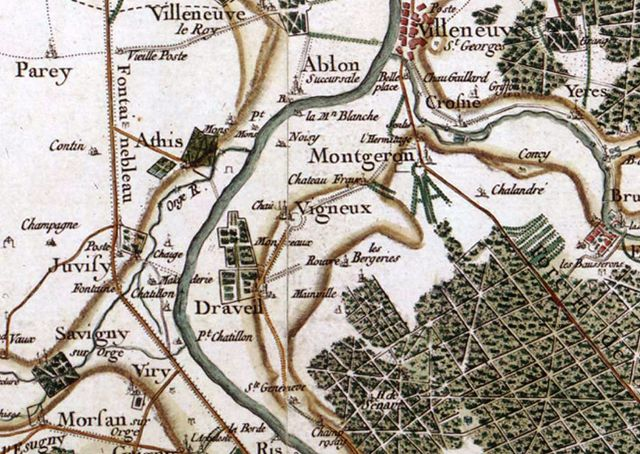
Carte de la région de Vigneux au XVIIe siècle par Cassini.

Dès le VIe siècle, la terre de Vigneux était dépendante du chapitre de Notre-Dame de Paris. À partir du XIIe siècle, c’est l’abbaye Saint-Victor de Paris qui en fut propriétaire jusqu’à la Révolution française. Bordée par la Seine, le village viticole fut victime des invasions vikings au IXe siècle et au cours de la guerre de Cent Ans. Au XIIe siècle fut construite la première église paroissiale en remplacement d’une précédente chapelle. En 1304, Jehan de Chateaufestu acquit une partie du territoire local.
Aux XIVe et XVe siècles furent édifiés plusieurs châteaux dont le château Frayé, le château de Vigneux, le château des Bergeries et le château de Rouvres, fief dont l’existence est attestée depuis le XIVe siècle, propriété successive des familles de Caumartin (XVIIe siècle), Collande (XVIIIe siècle) puis, au XIXe siècle, des banquiers parisiens Mirabel-Chambaud et Cahen d’Anvers. Au XVIIe siècle, le port de Courcel permit l’utilisation d’un bac pour traverser le fleuve avant la construction du barrage d’Ablon. Entre 1760 et 1780 fut aménagé le lac et les folies du château Frayé.

### Révolution industrielle et croissance

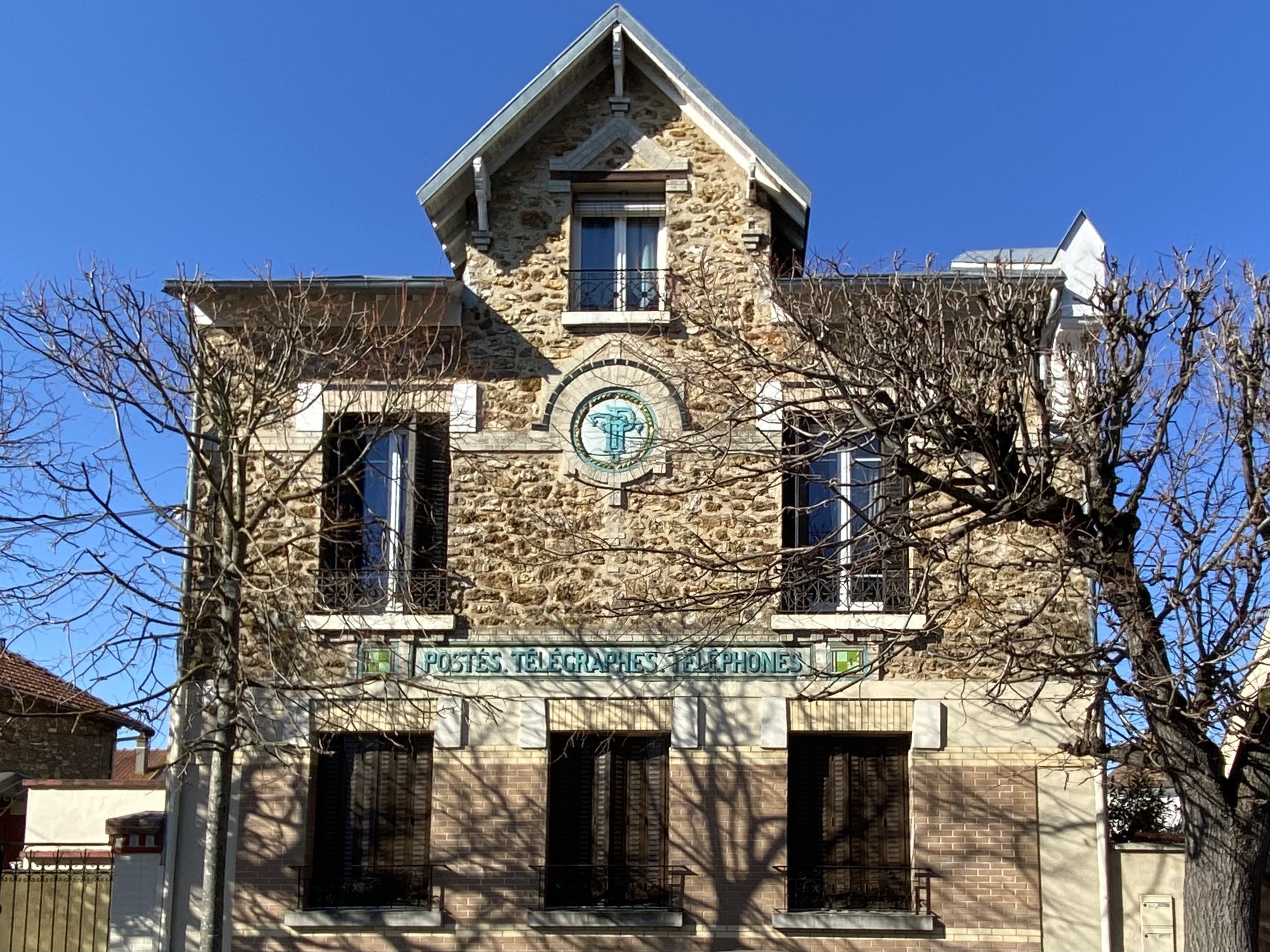
L'ancienne poste.

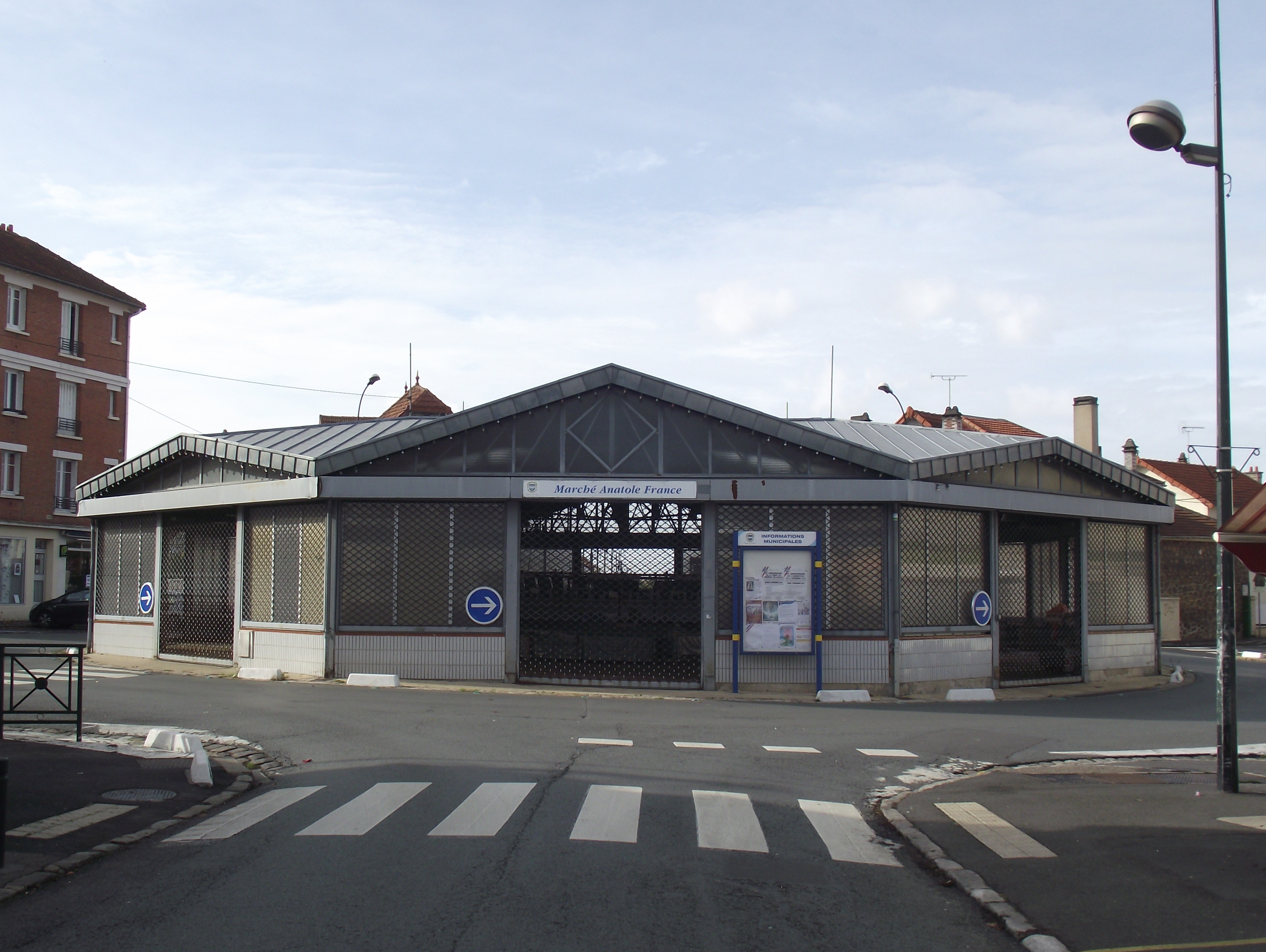
La halle (aujourd’hui détruite) du marché Anatole-France.

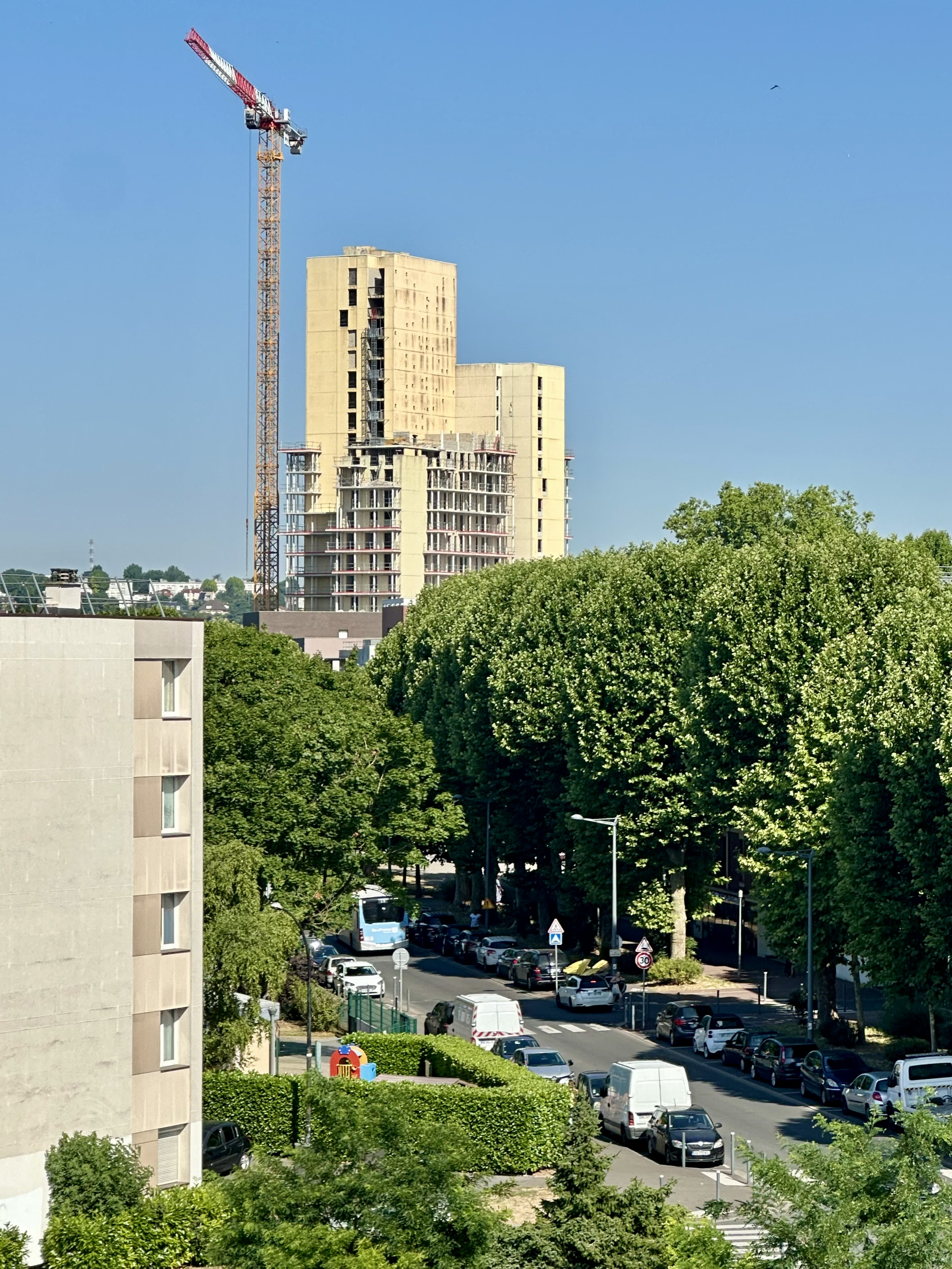
La dernière des sept tours de la Croix-Blanche à Vigneux-sur-Seine, la tour 27, a elle échappée à la destruction pour être remodelée.

L’industrie naissante en région parisienne, portée par la présence du port de commerce, permit la mutation de la commune avec la plantation de mûriers pour la sériciculture en 1826 et la construction d’une usine sucrière exploitant la betterave sucrière en 1836.
Entre 1841 et 1863 fut ouverte la halte de Draveil - Vigneux sur la ligne Villeneuve-Saint-Georges - Montargis et à partir de 1870 débuta l’extraction de sable en bordure du fleuve. Cette industrie naissante et l’accès rapide à la capitale permit à la commune de croître rapidement, entraînant la construction de la mairie en 1880, du bureau de Poste en 1890, la mise en œuvre du cimetière en 1906, la construction de l’église à partir de 1909 et l’édification de la halle du marché en 1911. À partir de 1906, la Société des Sablières de la Seine exploita le sous-sol, mais en 1908 elle fut confrontée à la grève de Draveil-Villeneuve-Saint-Georges. Le 2 juin 1908, des affrontements entre manifestants et forces de l’ordre à l’Auberge fleurie firent deux morts et dix blessés. Le 3 janvier 1910, la commune pris le nom de Vigneux-sur-Seine. En 1932 fut construite la chapelle Notre-Dame-des-Sables, reconstruite en 1999.
La prospérité de l’entre-deux-guerres permit le lotissement des vastes domaines seigneuriaux. Durant la Seconde Guerre mondiale, les Vigneusiens Maurice Charollais, Marcel et Stéphanie Guillet se distinguèrent par leur humanité au point d’être récompensés par le titre de Juste parmi les nations.
Stoppée par la Seconde Guerre mondiale et l’occupation nazie du château de Bergeries, la croissance repris en 1955 avec la construction de la cité castors Marion puis durant les années 1960 avec les grands ensembles Croix-Blanche en 1963, Oly et Bergeries ainsi que de la résidence Bel Air. En 1945, le château des Bergeries accueilli l’École militaire d’administration puis l’École nationale de police en 1989. En 1951, Air France acheta le château Dorgère avant de le revendre en lotissements. En 1975, la mairie fut agrandie. Cette urbanisation massive se poursuivit plus tard avec les cités Pierre à Mousseau en 1980, Louis-Armand en 1986 et Castins en 1991.

## Politique et administration

### Rattachements administratifs et électoraux
Antérieurement à la loi du 10 juillet 1964, la commune faisait partie du département de Seine-et-Oise. La réorganisation de la région parisienne en 1964 fit que la commune appartient désormais au département de l'Essonne et à son arrondissement d'Évry après un transfert administratif effectif au 1er janvier 1968.
Pour l'élection des députés, Vigneux fait partie de la huitième circonscription de l'Essonne
Elle faisait partie de 1801 à 1919 du canton de Boissy-Saint-Léger, année où elle intègre le canton de Villeneuve-Saint-Georges, puis en 1964 le canton de Montgeron du département deSeine-et-Oise. Lors de la mise en place du Val-d'Oise, elle devient en 1967 le chef-lieu du canton de Vigneux-sur-Seine. Dans le cadre du redécoupage cantonal de 2014 en France, le canton s'est étendu à d'autres communes, et Vigneux en désormais est le bureau centralisateur.
L’organisation juridictionnelle rattache les justiciables de Vigneux-sur-Seine au tribunal d’instance de Juvisy-sur-Orge et aux tribunaux de grande instance, de commerce et conseil de prud’hommes d’Évry, tous rattachés à la cour d'appel de Paris

### Intercommunalité
La commune était membre de la communauté d'agglomération Sénart Val de Seine, intercommunalité à qui elle a transféré les compétences de développement économique, d’aménagement du territoire, d’équilibre social de l’habitat, de politique de la ville, de politiques de l'emploi, de gestion des transports en commun, de distribution d’eau potable, de protection de l’environnement et du patrimoine, de collecte et de tri des ordures ménagères et de gestion des installations culturelles et sportives.
Dans le cadre de la mise en œuvre de la loi MAPAM du 27 janvier 2014, qui prévoit la généralisation de l'intercommunalité à l'ensemble des communes et la création d'intercommunalités de taille importante, le préfet de la région d'Île-de-France approuve le 4 mars 2015 un schéma régional de coopération intercommunale qui prévoit notamment la « fusion de la communauté d'agglomération Sénart Val de Seine, de la communauté d'agglomération du Val d'Yerres et extension du nouveau regroupement à la commune de Varennes-Jarcy », jusqu'alors membre de la communauté de communes du Plateau Briard. Celle-ci, après une consultation de ses habitants qui s'est tenue en avril 2015, intègre néanmoins la communauté de communes de l'Orée de la Brie le 1er janvier 2016, de manière à ne pas être concernée par la métropole du Grand Paris,.
Les communes de Sénart Val de Seine s'opposent à la création, et le maire de Draveil, Georges Tron, organise un référendum dans sa ville, qui aboutit à un rejet de la fusion par 98,3 %, mais avec une participation limitée à 23 % des électeurs,.
La création de la nouvelle communauté d'agglomération est néanmoins créée par arrêté préfectoral du 14 décembre 2015 « portant création d’un établissement public de coopération intercommunale issu de la fusion des communautés d’agglomération Sénart Val de Seine et Val d’Yerres », dénommée communauté d'agglomération Val d'Yerres Val de Seine.

### Tendances et résultats politiques
Vigneux-sur-Seine a fait partie de la ceinture rouge avec plusieurs maires communistes jusqu'en 2001.
Le paysage politique, à droite puis à l'extrême-droite, est ensuite marqué par l'influence de Nicolas Dupont-Aignan, élu maire de Yerres en 1995 et député de la circonscription depuis 2002. En 2001, il soutient Serge Poinsot (LR), maire démissionnaire en 2018 car mis en examen,.
Devancé dans la commune  par la candidate socialiste aux élections législatives dès 2012, ses scores chutent à la suite de son alliance avec Marine Le Pen aux élections présidentielles de 2017. François Durovray (ex LR), devenu maire de Montgeron en 2014 puis président de l'Essonne en 2015, lui ravit la tête de la communauté d'agglomération Val d'Yerres Val de Seine. Il échoue enfin en 2020 à imposer à la mairie le candidat DLF, dit Gilet jaune, Benjamin Cauchy, disparu du paysage politique quelques mois après l'élection. Il perd enfin la députation en 2024. 
Un vote contestataire frappe particulièrement  les élections européennes pendant toute cette période. Au référendum sur le traité de Maastricht de 1992, les Vigneusiens votent « non » à 55,19 % et à nouveau « non » à 66,96 % en 2005 au référendum sur le traité établissant une constitution pour l'Europe. Ils placent le FN et DLF en tête en 2014. Même si l'extrême-droite est en recul, le candidat RN reste en tête en 2019 face à la candidate LREM.
Les élections régionales et présidentielles sont plus favorables aux candidats de la gauche et du centre. À la présidentielle de 2007, contrairement au reste du pays, la candidate socialiste Ségolène Royal obtient le plus de suffrages avec 55,31 % des voix contre 44,69 % pour Nicolas Sarkozy. En 2017, après avoir placé Jean-Luc Mélenchon en tête au premier tour, le candidat LREM Emmanuel Macron remporte au second tour 69,83 % des voix.
Le conseil municipal, présidé par Thomas Chazal (LR) abrite depuis 2020 une majorité recentrée et diverse avec des élus LR, Modem, LREM, ou, pour certains, connus pour leur engagement passé à gauche. Le mandat de Thomas Chazal est marqué par une politique de limitation des nouveaux grands projets immobiliers. Il fait face à des difficultés héritées de l'ère Serge Poinsot, notamment concernant le nombre d'employés municipaux et un taux d'absentéisme significativement supérieur à la moyenne nationale. Un rapport de la Cour régionale des comptes souligne plusieurs dysfonctionnements persistants dans la gestion municipale.
L'opposition est formée, d'un côté, par des élus soutenus par DLF, de l'autre, par des élus soutenus par EELV et le PCF. Le candidat LFI Jean-Louis Passarieu, remplacé par le suivant d'une liste censée formée un quatrième groupe, a été considéré démissionnaire d'office pour ne pas avoir déposé ses comptes de campagne.
Élections présidentielles, résultats des deuxièmes tours
- Élection présidentielle de 2002 : 82,97 % pour Jacques Chirac (RPR), 17,03 % pour Jean-Marie Le Pen (FN), 77,10 % de participation[65].
- Élection présidentielle de 2007 : 55,31 % pour Ségolène Royal (PS), 44,69 % pour Nicolas Sarkozy (UMP), 83,42 % de participation[66].
- Élection présidentielle de 2012 : 62,97 % pour François Hollande (PS), 37,03 % pour Nicolas Sarkozy (UMP), 78,44 % de participation[67].
- Élection présidentielle de 2017 : 69,93 % pour Emmanuel Macron (LREM), 30,07 % pour Marine Le Pen (FN), 69,89 % de participation.

Élections législatives, résultats des deuxièmes tours
- Élections législatives de 2002 : 39,14 % pour Nicolas Dupont-Aignan (UMP) élu au premier tour, 24,74 % pour Marie-Christine Ducasse (PS), 58,47 % de participation[68].
- Élections législatives de 2007 : 44,94 % pour Nicolas Dupont-Aignan (DVD) élu au premier tour, 25,14 % pour Véronique Hache-Aguilar (PS), 53,65 % de participation[69].
- Élections législatives de 2012 : 50,25 % pour Aude Bristot (PS), 49,75 % pour Nicolas Dupont-Aignan (DVD), 50,31 % de participation[70].
- Élections législatives de 2017 : 54,01 % pour Antoine Pavamani (LREM), 45,99 % pour Nicolas Dupont-Aignan (DLF), 36,26 % de participation.
- Élections législatives de 2022 : 57,26 % pour Nicolas Dupont-Aignan (UMP), 42,74% pour Émilie Chazette-Guillet (LFI), 47,53 % de participation[71].
- Élections législatives de 2024 : 40,52 % pour Bérenger Cernon (LFI), 37,48% pour Nicolas Dupont-Aignan (UMP), 22,20% pour François Durovray, 47,53 % de participation[72].

Élections européennes, résultats des deux meilleurs scores
- Élections européennes de 2004 : 25,97 % pour Harlem Désir (PS), 12,76 % pour Marine Le Pen (FN), 37,03 % de participation[73].
- Élections européennes de 2009 : 17,22 % pour Michel Barnier (UMP), 17,22 % pour Jean-Pierre Enjalbert (DLR), 33,60 % de participation[74].
- Élections européennes de 2014 : 24,19 % pour Aymeric Chauprade (FN), 20,74 % pour Dominique Jamet (DLR), 33,12 % de participation[75].
- Élections européennes de 2019 : 18,86 % pour Jordan Bardella (RN), 17,13 % pour Nathalie Loiseau (LREM), 41,15 % de participation.

Élections régionales, résultats des deux meilleurs scores
- Élections régionales de 2004 : 56,06 % pour Jean-Paul Huchon (PS), 30,94 % pour Jean-François Copé (UMP), 62,81 % de participation[76].
- Élections régionales de 2010 : 66,32 % pour Jean-Paul Huchon (PS), 33,68 % pour Valérie Pécresse (UMP), 43,58 % de participation[77].
- Élections régionales de 2015 : 45,00 % pour Claude Bartolone (PS), 32,11 % pour Valérie Pécresse (LR), 46,37 % de participation[78].

Élections cantonales et départementales, résultats des deuxièmes tours
- Élections cantonales de 2004 : 52,14 % pour Patrice Finel (PS), 47,86 % pour Serge Poinsot (UMP), 63,37 % de participation[79].
- Élections cantonales de 2011 : 61,37 % pour Didier Hoeltgen (VEC), 38,63 % pour Serge Poinsot (DVD), 41,84 % de participation[80].
- Élections départementales de 2015 : 55,55 % pour François Durovray et Nicole Poinsot (UMP), 44,45 % pour Aude Bristot et Didier Hoeltgen (PS), 38,14 % de participation[81].

Référendums
- Référendum de 2000 relatif au quinquennat présidentiel : 77,52 % pour le Oui, 22,48 % pour le Non, 24,68 % de participation[82].
- Référendum de 2005 relatif au traité établissant une Constitution pour l’Europe : 66,96 % pour le Non, 33,04 % pour le Oui, 65,96 % de participation[83].

Élections municipales
Au second tour des élections municipales de 2014 dans l'Essonne, la liste UDI-UMP menée par le maire sortant Serge Poinsot remporte la majorité des suffrages exprimés, avec 4 244 voix (44,90 %, 26 conseillers municipaux élus dont 13 communautaires), devançant les listes menée respectivement par :

- Didier Hoeltgen  (PS-PCF-EELV, 3 731 voix, 39,47 %, 7 conseillers municipaux élus dont 3 communautaires) ;

- Jacques Stouvenel  (FN, 1 477 voix, 15,62 %, 2 conseillers municipaux élus dont 1 communautaire).

Lors de ce scrutin, 43,40 % des électeurs se sont abstenus.
Lors du premier tour des élections municipales de 2020 dans l'Essonne, six listes s'étaient présentées, mais seulement quatre ont obtenu des suffrages. La liste DVD menée par le maire sortant Thomas Chazal — qui avait succédé en 2018 à Serge Poinsot, démissionnaire — obtient la majorité absolue des suffrages exprimés avec 3 029 voix (54,77 %, 32 conseillers municipaux élus dont 9 communautaires), devançant largelent les listes menées respectivement par :

- Benjamin Cauchy (DLF, 946 voix, 17,10 %, 3 conseillers municipaux élus dont 1 communautaire) ;

- Julie Ozenne  (EELV-PCF, 611 voix, 11,04 %, 2 conseillers municipaux élus) ;

-  Jean-Louis Passarrieu  (LFI, 587 voix, 10,61 %, 2 conseillers municipaux élus).

Lors de ce scrutin marqué par la crise de la pandémie de Covid-19 en France, 67,73 des électeurs se sont abstenus,.

### Liste des maires
| Période                                  | Période                       | Identité                  | Étiquette       | Qualité |
| ---------------------------------------- | ----------------------------- | ------------------------- | --------------- | --- |
| Les données manquantes sont à compléter. |                               |                           |                 | |
| 1849                                     | 20 décembre 1866              | Jacques Navoit            |                 | Agent d'affaire, propriétaire Décédé en fonction |
| Les données manquantes sont à compléter. |                               |                           |                 | |
| 6 janvier 1907                           | après 1933                    | Carolus Vacher            |                 | Instituteur Chevalier de la Légion d'honneur Officier d'académie |
| Les données manquantes sont à compléter. |                               |                           |                 | |
| mai 1935                                 | octobre 1939                  | Henri Charon, (1900-1945) | PCF             | Ébéniste Conseil municipal suspendu par le gouvernement Daladier |
| octobre 1939                             |                               | M. Barguiller             |                 | Nommé président de la délégation spéciale par le gouvernement Daladier |
| Les données manquantes sont à compléter. |                               |                           |                 | |
| 1944                                     | 9 août 1946                   | Gaston Gourdon,           | PCF             | Miroitier Membre du Comité local de Libération Démissionnaire |
| 9 août 1946                              | octobre 1947                  | Eugénie Duvernois,        | PCF             | Infirmière Députée de Seine-et-Oise (1946 → 1958) Médaillée de la Résistance Croix du combattant volontaire de la Résistance                                                                                      |
| octobre 1947                             | 1958                          | Édouard Delanoé,          |                 | |
| 20 mars 1959                             | 10 mai 1979                   | Gaston Grinbaum,          | PCF             | Ouvrier tailleur, résistant Décédé en fonction |
| juillet 1979                             | 25 mars 2001                  | Lucien Lagrange           | PCF             | Chaudronnier Conseiller général de Vigneux-sur-Seine (1992 → 2004) |
| 25 mars 2001                             | 5 octobre 2018                | Serge Poinsot,            | RPR puis UMP-LR | Éducateur sportif retraité Vice-président de la CA Val d'Yerres Val de Seine (2016 → 2018) Démissionnaire |
| 13 octobre 2018,                         | En cours (au 23 juillet 2022) | Thomas Chazal             | LR              | Cadre territorial à la CA Val d'Yerres Val de Seine Adjoint au maire (2013 → 2018) Vice-président de la CA Val d'Yerres Val de Seine (2018 → ) Neveu par alliance de Serge Poinsot Réélu pour le mandat 2020-2026 |

### Jumelages
| Vigneux- · sur-Seine Limavady Monção Trojan |

Vigneux-sur-Seine a développé des associations de jumelage avec :
- Limavady (Royaume-Uni) depuis 1995, située à 954 km[108] ;
- Monção (Portugal) depuis 2004, située à 1 224 km[109] ;
- Trojan (Bulgarie) depuis 2001 (en bulgare : Троян), située à 1 840 km[110].

## Population et société

### Démographie

#### Évolution démographique
L'évolution du nombre d'habitants est connue à travers les recensements de la population effectués dans la commune depuis 1793. Pour les communes de plus de 10 000 habitants les recensements ont lieu chaque année à la suite d'une enquête par sondage auprès d'un échantillon d'adresses représentant 8 % de leurs logements, contrairement aux autres communes qui ont un recensement réel tous les cinq ans,.

En 2022, la commune comptait 31 233 habitants, en évolution de −0,07 % par rapport à 2016 (Essonne : +2,89 %, France hors Mayotte : +2,11 %).
| 1793 | 1800 | 1806 | 1821 | 1831 | 1836 | 1841 | 1846 | 1851 |
| ---- | ---- | ---- | ---- | ---- | ---- | ---- | ---- | ---- |
| 66   | 100  | 82   | 70   | 72   | 78   | 115  | 123  | 123  |

| 1856 | 1861 | 1866 | 1872 | 1876 | 1881 | 1886 | 1891 | 1896 |
| ---- | ---- | ---- | ---- | ---- | ---- | ---- | ---- | ---- |
| 129  | 127  | 142  | 157  | 209  | 288  | 358  | 412  | 437  |

| 1901 | 1906  | 1911  | 1921  | 1926  | 1931  | 1936  | 1946  | 1954  |
| ---- | ----- | ----- | ----- | ----- | ----- | ----- | ----- | ----- |
| 586  | 1 014 | 1 603 | 2 191 | 4 747 | 7 321 | 8 102 | 7 565 | 9 124 |

| 1962   | 1968   | 1975   | 1982   | 1990   | 1999   | 2006   | 2011   | 2016   |
| ------ | ------ | ------ | ------ | ------ | ------ | ------ | ------ | ------ |
| 12 829 | 22 577 | 26 550 | 24 462 | 25 203 | 25 652 | 26 333 | 28 289 | 31 256 |

| 2021   | 2022   | - | - | - | - | - | - | - |
| ------ | ------ | - | - | - | - | - | - | - |
| 31 050 | 31 233 | - | - | - | - | - | - | - |

Lors de sa création en 1793, la commune de Vigneux-sur-Seine n’était qu’un petit village comptant soixante-six habitants, une première poussée démographique porta le chiffre à cent personnes avant une chute qui dura quarante années pour ne dépasser cette barre qu’en 1841 avec cent quinze résidents.
De cette date débuta une progressions quasi continue, d’abord lente avec le cap des deux cents habitants franchi en 1876, celui des quatre cents personnes en 1891 puis dès le début du XXe siècle plus rapide, la commune comptant cinq cent quatre-vingt-six habitants en 1901 et déjà mille quatorze cinq ans plus tard, elle doubla de proportion en quinze ans et doubla encore dans les cinq années qui suivirent et atteignit déjà plus de huit mille résidents permanents à la veille de la Seconde Guerre mondiale[pourquoi ?].
Le conflit entraîna d’abord une perte de plus de cinq cents personnes mais la poussée immobilière des Trente Glorieuses et l’urbanisation massive organisée par les municipalités communistes successives fit passer la commune à plus de douze mille habitants en 1962, et même vingt-six mille cinq cent cinquante en 1975, pic historique avant une diminution puis une stagnation démographique autour de vingt-cinq mille habitants.
Aujourd’hui[C'est-à-dire ?] en pleine rénovation urbaine, la commune comptait en 2007 vingt-six mille quatre cent quatre-vingt-dix-sept résidents.
L’immigration compte pour une part relativement importante dans cette croissance démographique puisqu’en 1999, 11,9 % de la population était de nationalité étrangère, avec 4,0 % de Portugais, 1,6 % d’Algériens, 1,1 % de Marocains, 0,7 % de Turcs, 0,6 % d’Italiens, 0,5 % de Tunisiens et 0,3 % d’Espagnols.[Passage à actualiser]

#### Pyramide des âges
La population de la commune est relativement jeune.
En 2018, le taux de personnes d'un âge inférieur à 30 ans s'élève à 43,7 %, soit au-dessus de la moyenne départementale (39,9 %). À l'inverse, le taux de personnes d'âge supérieur à 60 ans est de 18,0 % la même année, alors qu'il est de 20,1 % au niveau départemental.
En 2018, la commune comptait 15 029 hommes pour 16 434 femmes, soit un taux de 52,23 % de femmes, légèrement supérieur au taux départemental (51,02 %).
Les pyramides des âges de la commune et du département s'établissent comme suit.
| Hommes | Classe d’âge | Femmes |
| ------ | ------------ | ------ |
| 0,5    | 90 ou +      | 0,9    |
| 4,6    | 75-89 ans    | 6,4    |
| 11,5   | 60-74 ans    | 12,1   |
| 18,9   | 45-59 ans    | 18,0   |
| 19,7   | 30-44 ans    | 20,2   |
| 20,0   | 15-29 ans    | 20,2   |
| 24,9   | 0-14 ans     | 22,3   |

| Hommes | Classe d’âge | Femmes |
| ------ | ------------ | ------ |
| 0,5    | 90 ou +      | 1,4    |
| 5,4    | 75-89 ans    | 7,2    |
| 12,9   | 60-74 ans    | 13,9   |
| 20     | 45-59 ans    | 19,4   |
| 19,9   | 30-44 ans    | 20,1   |
| 20     | 15-29 ans    | 18,2   |
| 21,3   | 0-14 ans     | 19,8   |

### Établissements scolaires publics
Les élèves de Vigneux-sur-Seine sont rattachés à l’académie de Versailles.

#### Écoles maternelles
Vigneux s’est dotée de 8 écoles maternelles publiques dont 7 intégrant en un même ensemble bâti un groupe scolaire.

#### Écoles élémentaires
Vigneux s’est dotée de 9 écoles élémentaires publiques dont 7 intégrant en un même ensemble bâti un groupe scolaire.

#### Collèges
Vigneux dénombre 2 collèges publics. Les bâtiments, la cantine et le personnel d’entretien relèvent des compétences du département. Un troisième collège est en projet.

### Accompagnement scolaire et thérapeutique

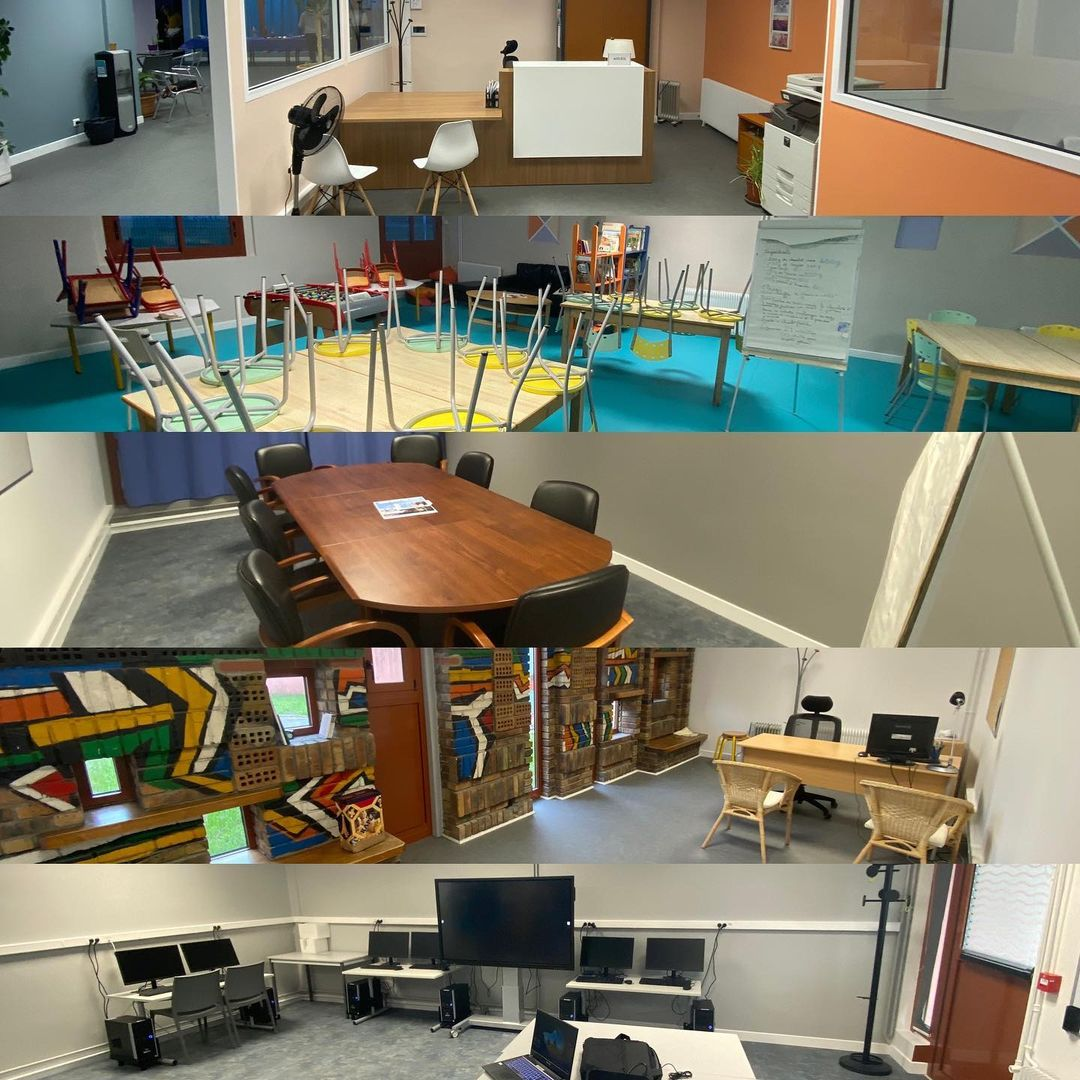
Maison de la réussite scolaire Pauline-Kergomard.

Le centre médico-psycho-pédagogique Henri Grynszpan (CMPP), dont on a fêté les 50 ans en 2021, rassemble psychiatre, psychologue, orthophoniste, psychomotricien et  assistante sociale afin de permettre la prise en charge d’enfants ou adolescents jusqu’à 20 ans.
La maison de la réussite scolaire Pauline Kergomard, inaugurée en 2021, rassemble les différents services d’accompagnement dédiés aux élèves en difficultés dont le personnel communal de la  réussite éducative, ceux du Clas (Contrat local d'accompagnement à la scolarité), le RASED, dispositif de l'Education Nationale, les éducateurs spécialisés de l'association Val d'Yerres-Val de Seine Prévention…

### Équipements culturels

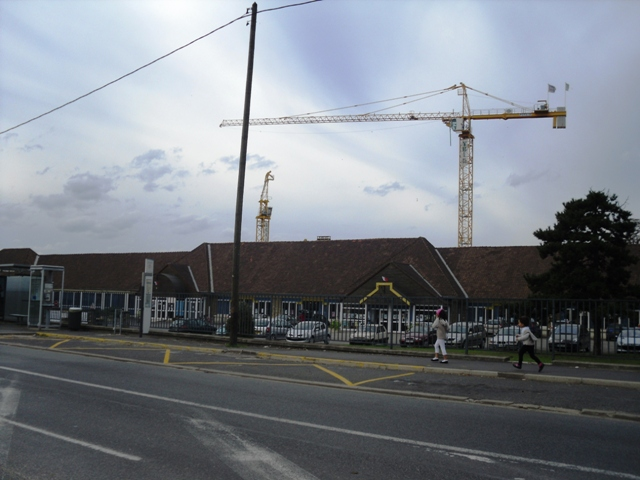
Le centre Bibliothèque-Conservatoire.

Plusieurs lieux d'accès ou de pratique culturelle sont répartis sur le territoire communal.
La bibliothèque Charlotte Delbo, incluse dans le réseau des médiathèques de la communauté d'agglomération du Val d'Yerres Val de Seine, partage le même bâtiment avec le conservatoire de musique, danse et théâtre, qui lui fait partie du Conservatoire à Rayonnement Intercommunal (CRI) de Vigneux, Montgeron et Draveil,.
L'école municipale d'arts plastiques (EMAP), hébergé par le Château des Acacias au parc du Gros Buisson.
Les salles polyvalentes du centre Georges Brassens et de Daniel Ferry hébergent les évènements et spectacles.

### Équipements sportifs
Le plus important site sportif est le centre sportif de la Concorde, équipé du stade Sébastien Haller, d’une piste d'athlétisme, de courts de tennis couverts et extérieurs, d’un gymnase polyvalent et du dojo Marc-Alexandre.
Le second est le centre sportif Maurice Baquet, équipé d'une salle de danse, d'un dojo, d'une salle de musculation, d'une salle polyvalente pouvant servir de salle de boxe, d'un gymnase  polyvalent, d'une piste d'athlétisme.
Les gymnases tournés vers un public scolaire sont le gymnase Auguste-Delaune, le gymnase André-Pardoux et le gymnase des Bergeries.
La commune est dotée de la piscine couverte de la Concorde et dans l'île de loisirs du Port-aux-Cerises d'une piscine découverte.
L'île de loisirs du Port-aux-Cerises, en partie sur le territoire communal, dispose également d’une plaine polyvalente qui permet la pratique du nautisme. La fosse Montalbot a accueilli, les « 24 heures de dérive de l’Essonne - Trophée Gilles Ierno », une régate d’endurance pour dériveurs en solitaire ou en double. L’édition de 2008 a attiré quatre-vingt huit participants sur vingt-quatre bateaux, représentant sept clubs,. Le lac du château Frayé est le théâtre de compétitions de joutes nautiques.
La ville abrite divers city stades dont celui de Joliot-Curie ou de Toit et joie.

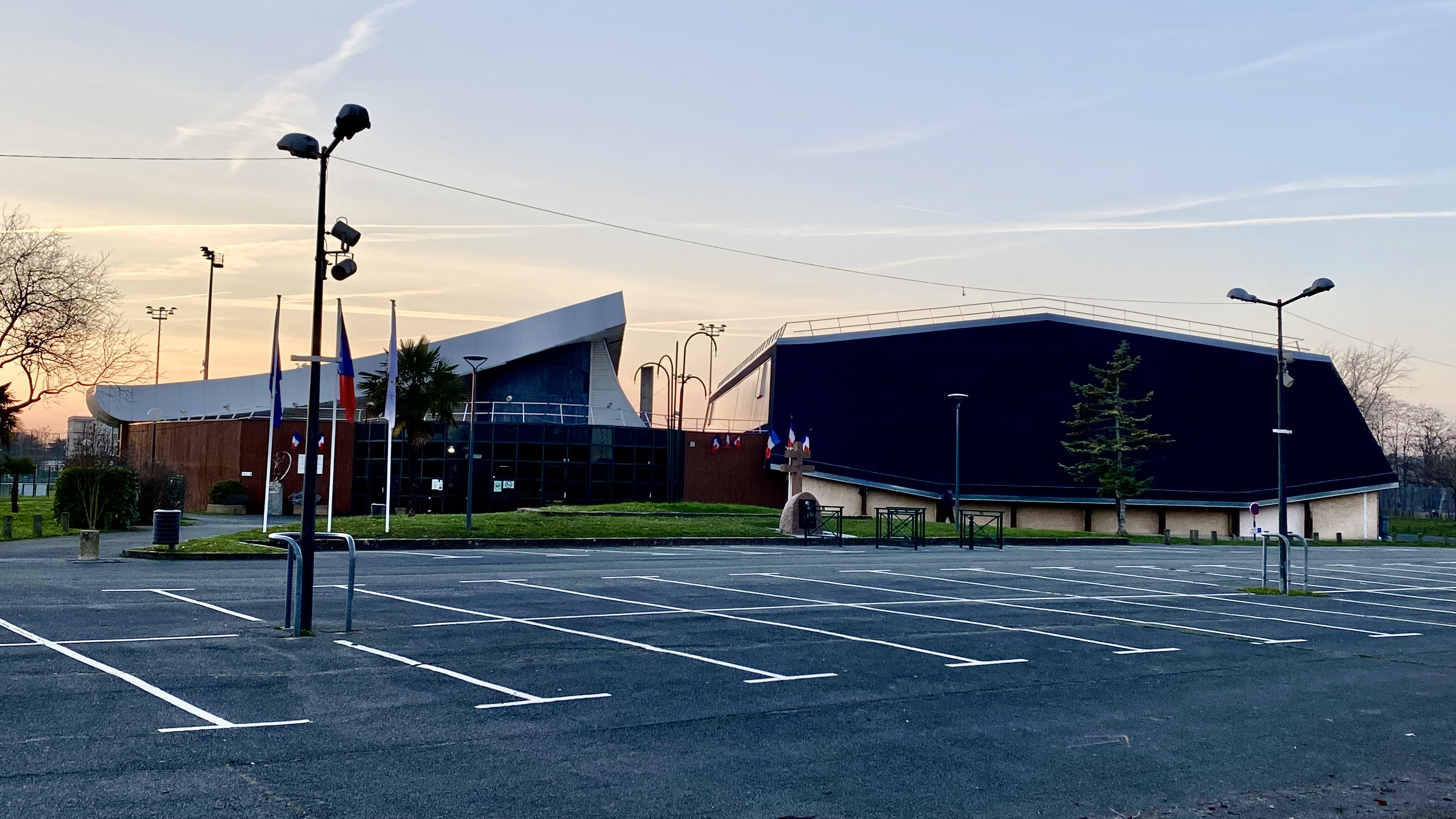
Centre Georges Brassens.
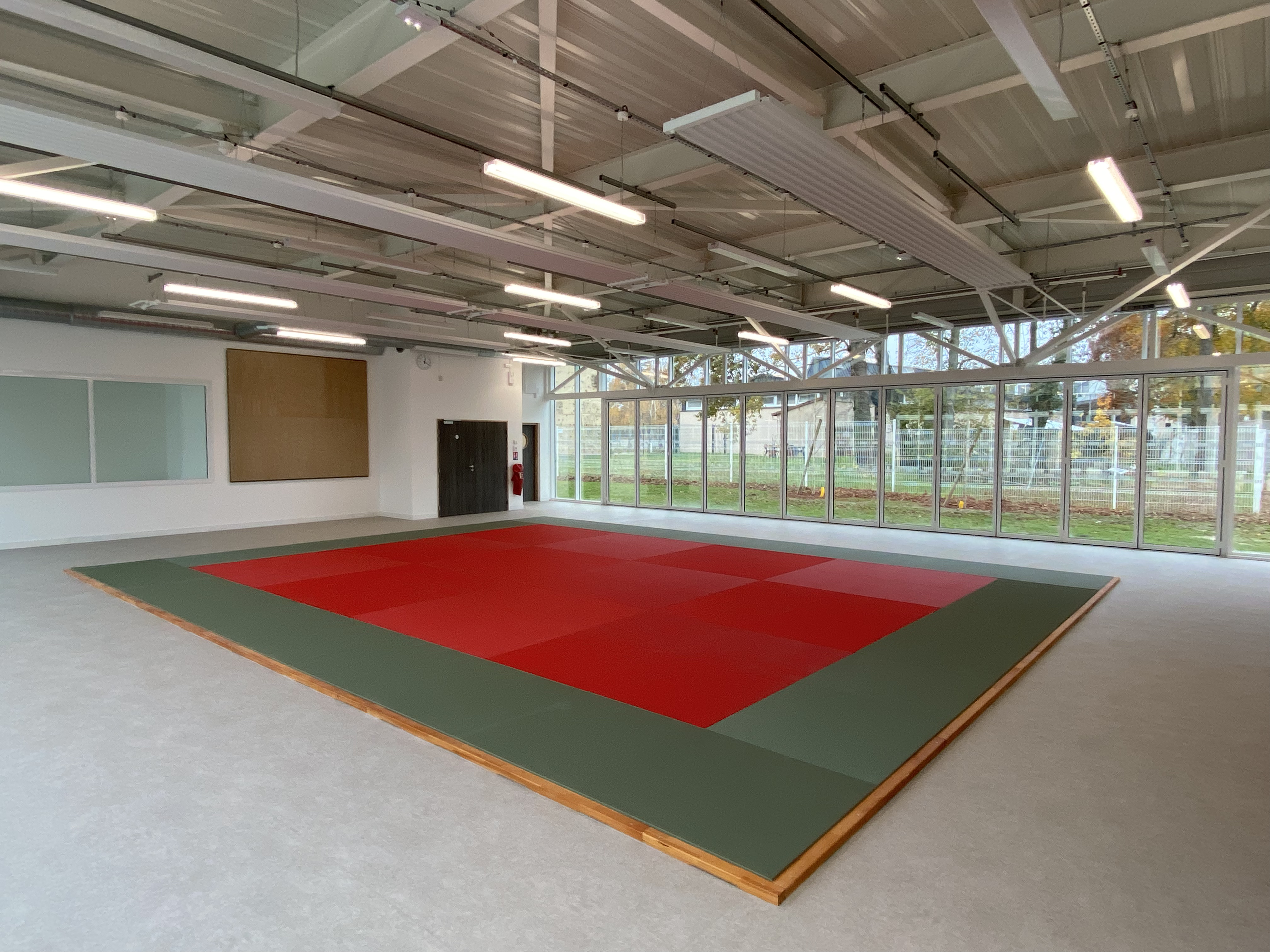
Dojo de l'espace sportif Maurice-Baquet.
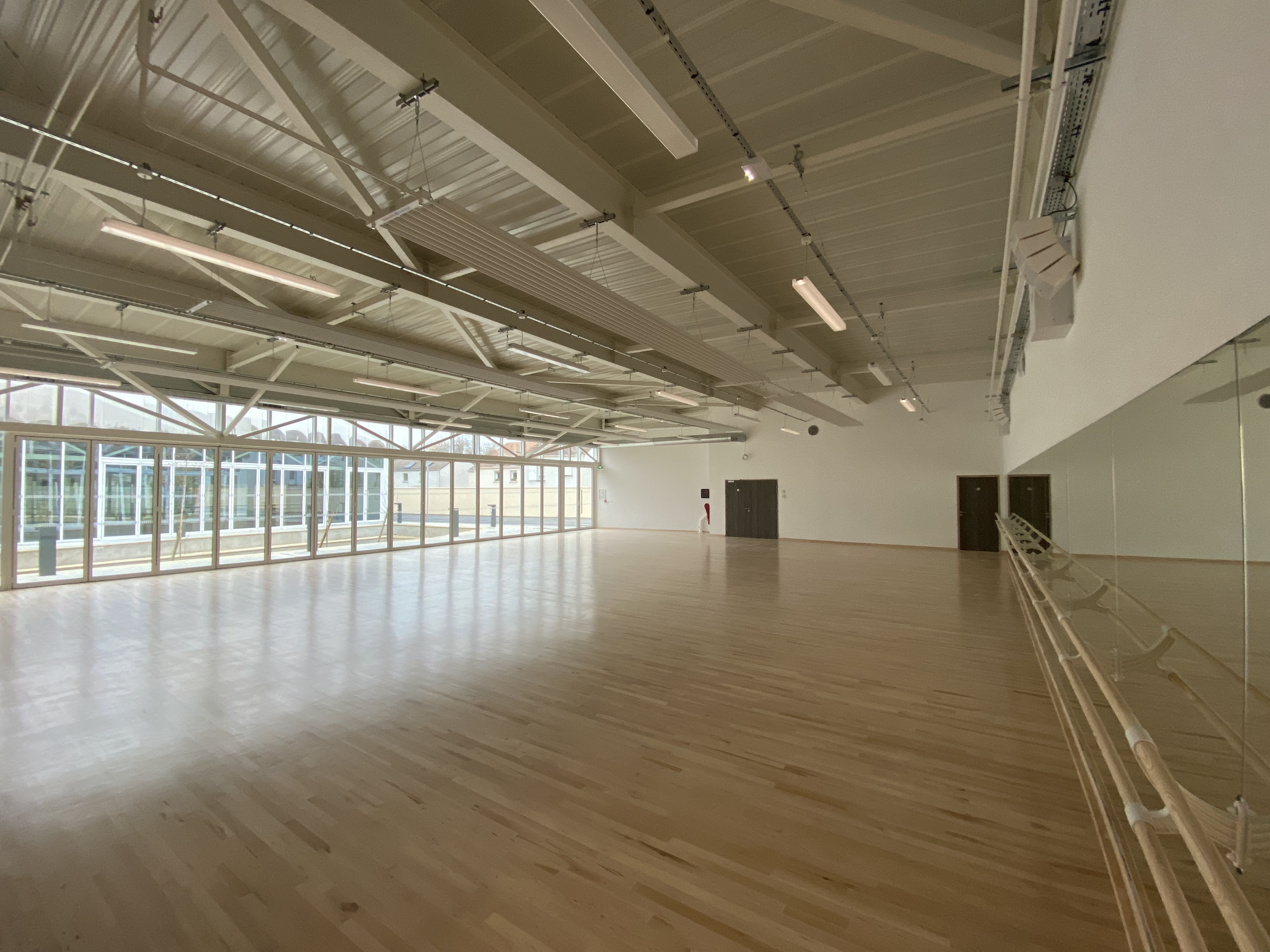
Salle de danse de l'espace sportif Maurice-Baquet.
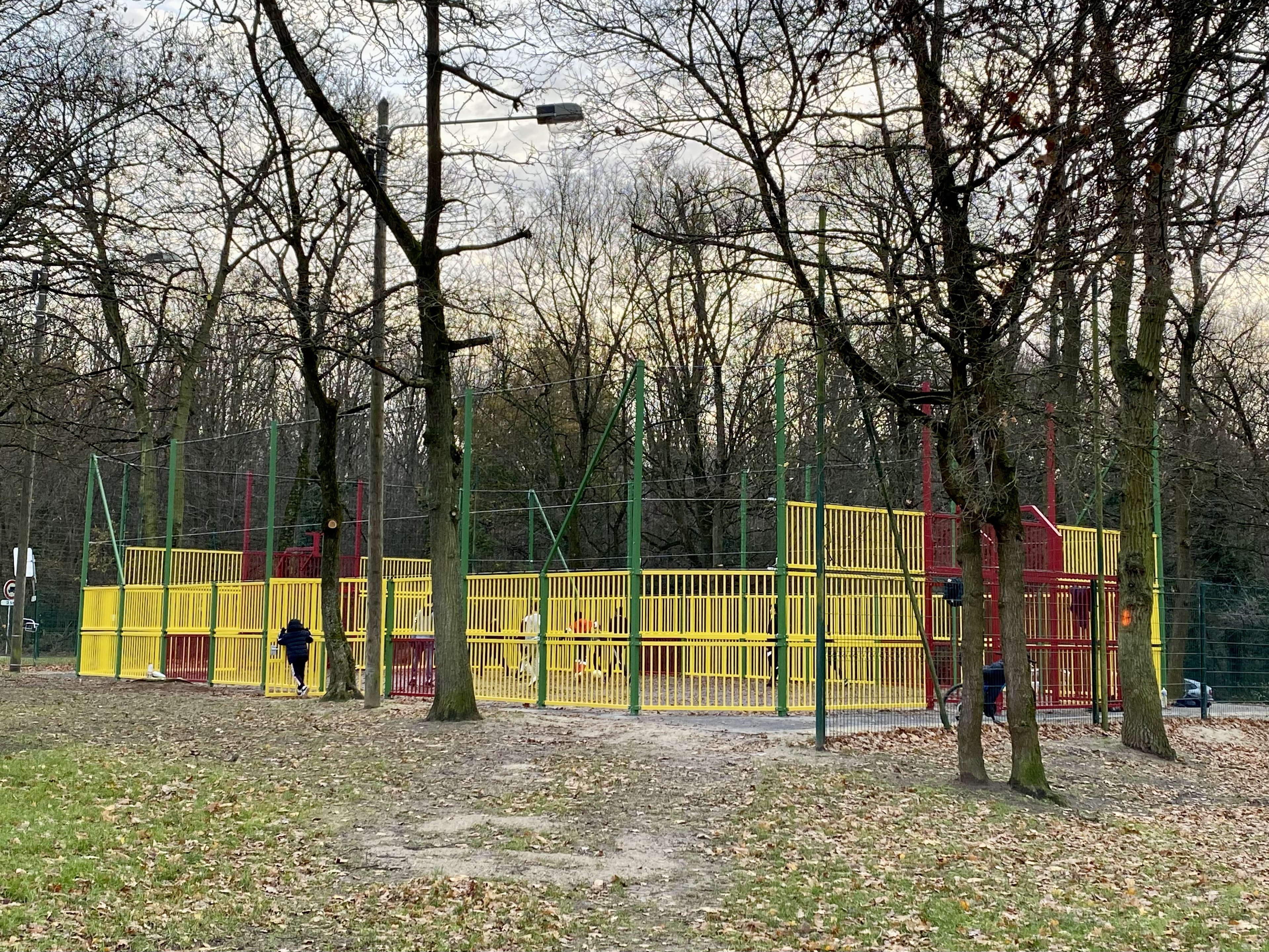
City stade de Toit et joie.

### Équipements de santé

Résidence retraite du cinéma et du spectacle.

La ville compte une maison de santé pluridisciplinaire dite de la Plaine des Sables, près d'Intermarché, rassemblant médecine générale et spécialistes, une maison médicale de relais tournée vers la médecine de garde, place des 4 Saisons au Clos de la Régale, un centre médical et dentaire au sein du centre commercial Valdoly et différents cabinets dont ceux proches la gare ou sur le boulevard….
Des centres de protection maternelle et infantile et de planification familiale sont implantés rue Louis-Blériot, et rue Pierre-Brossolette,.
La commune accueille  également la maison de retraite du cinéma et du spectacle dans l’ancien domaine de Rouvres ainsi que le foyer Jeanne-d'Arc chargé de l’accueil de jour des personnes handicapées.

### Autres services publics
La poste centrale abrite un espace France Services. Il a également été fait le choix de maintenir à proximité une permanence de la Sécurité Sociale. Le Point d'Accès au Droit près de la médiathèque ou le CCAS, également guichet de l'accès au logement social, aident les vigneusiens dans leurs démarches.
Si la commune dispose d'un commissariat municipal, la sécurité s'organise autour du commissariat de secteur de Draveil-Vigneux, de celui de Montgeron, acteur de la Police de sécurité du quotidien dans les quartiers, et enfin du centre de secours mixte lui aussi intercommunal.
Avocat(s) et notaire(s) exercent dans la commune.

### Lieux de culte
La paroisse catholique de Vigneux-sur-Seine est rattachée au secteur pastoral de Sénart-Draveil et au diocèse d'Évry-Corbeil-Essonnes. Elle dispose de l’église Saint-Pierre-ès-Liens et de la chapelle Notre-Dame-des-Sables.
La communauté musulmane dispose dans la commune de la mosquée de la Piété-et-de-la-Bienfaisance.
La communauté protestante dispose d’une église évangélique affiliée à l’alliance des Églises évangéliques indépendantes.

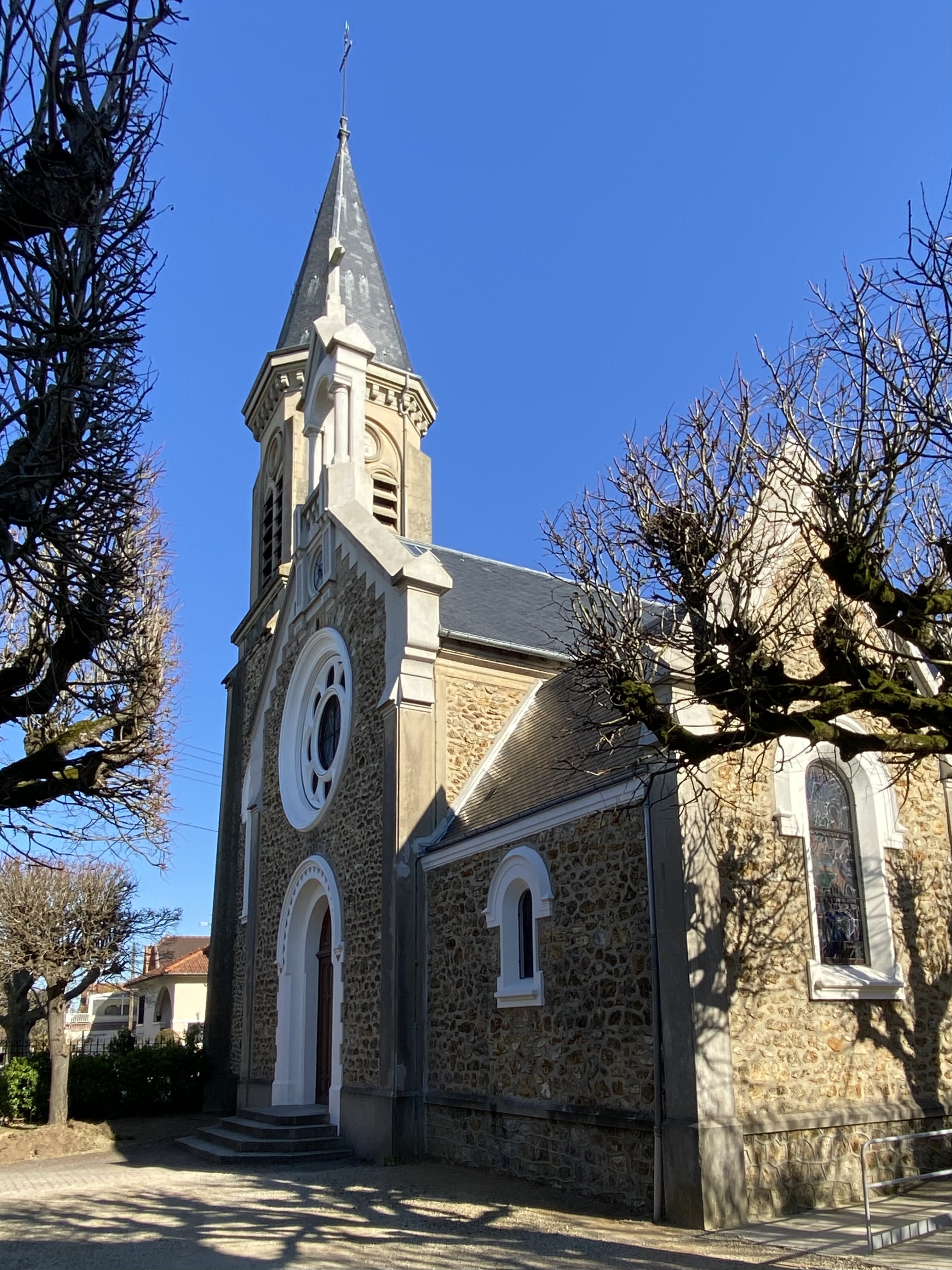
L’église Saint-Pierre-ès-Liens.
La chapelle Notre-Dame-des-Sables.
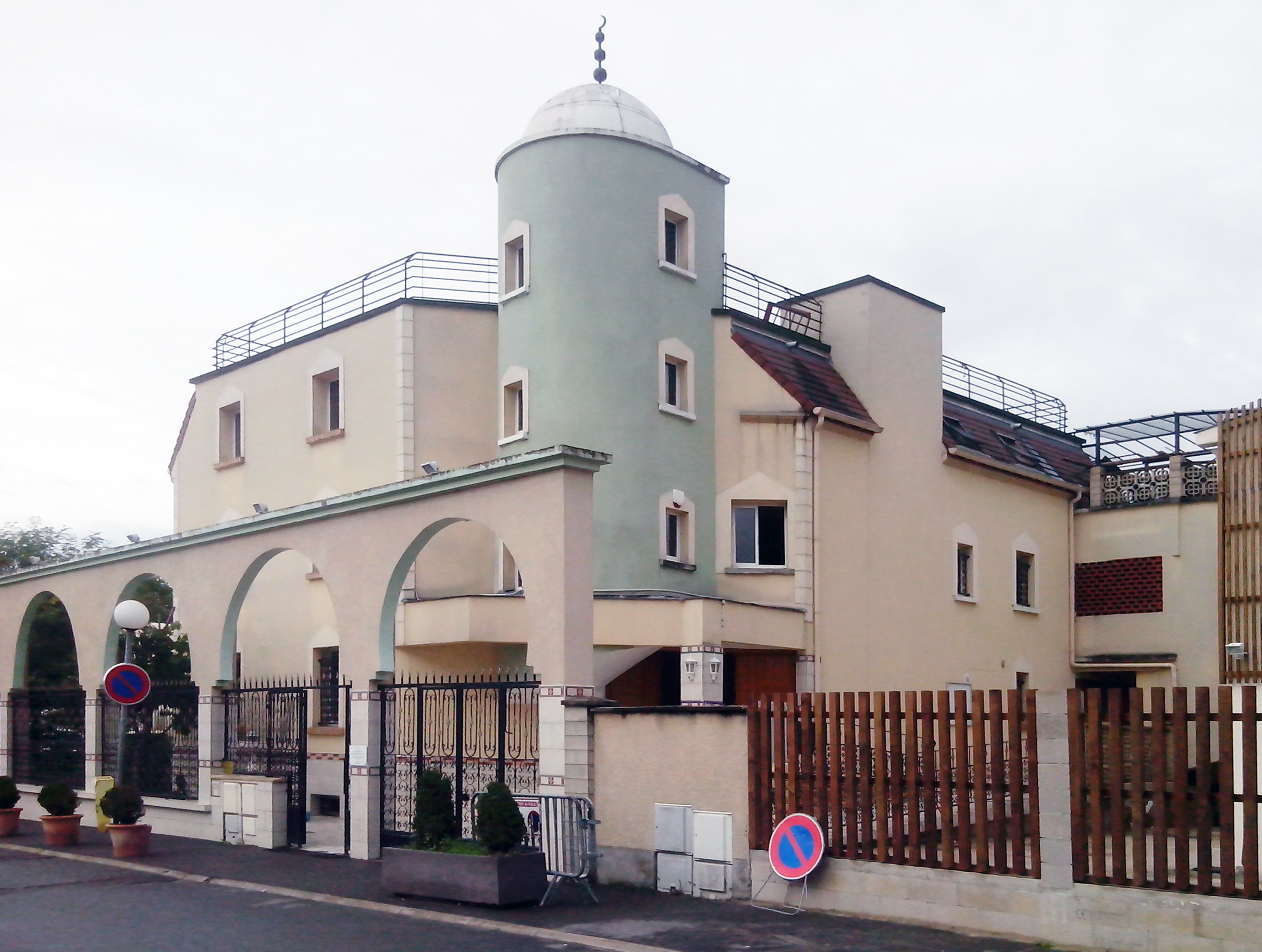
Mosquée de la Piété-et-de-la-Bienfaisance.

### Médias
L’hebdomadaire Le Républicain ainsi que le quotidien Le Parisien relatent les informations locales. La commune est en outre dans le bassin d’émission des chaînes de télévision France 3 Paris Île-de-France Centre, BFM Paris… Son magazine municipal est nommé VLM (Vigneux Le Magazine).

## Économie
Principalement résidentielle, la commune de Vigneux-sur-Seine est intégrée par l’Insee au bassin d'emploi d’Orly qui comptait en 2006 trente communes et 469 279 habitants, la population municipale représentant ainsi 5,61 % du total. Caractérisé par un taux de chômage relativement faible à 7,2 %, le bassin d’emploi apparaît privilégié comparé à la commune dont le taux de chômage atteignait 8,4 % parmi les 12 369 personnes qui composent la population active. De fait, avec seulement 3 956 emplois et 817 entreprises sur son territoire, pour la plupart regroupées dans la zone d'activités de la Fosse Montalbot, la commune souffre d’un fort déficit, obligeant les habitants à la quitter quotidiennement pour exercer leur activité.
Parmi les entreprises locales, en 2010, il ne subsistait plus aucune exploitation agricole et seulement deux hôtels totalisant cent dix-neuf chambres, aucun camping n’était aménagé dans cette commune pourtant dotée d’une importante île de loisirs. Deux établissements sont répertoriés comme polluants pour diverses raisons, la chaufferie Idex pour ses émissions de dioxyde de carbone et ses prélèvements en eau potable et l’usine de captage d’eau Eau du Sud Parisien pour ses prélèvements importants d’eau de surface.
Deux marchés sont organisés dans la commune, place Anatole-France les jeudis et dimanches, place de la Patte-d’Oie les mercredis, vendredis et dimanches matin.

### Emplois, revenus et niveau de vie
Commune relativement populaire, Vigneux-sur-Seine se caractérisait en 2010 par une représentation forte des catégories d’employés et professions intermédiaires et un net déficit de cadres et professions intellectuelles. De même, le secteur tertiaire, traditionnellement fort représenté dans la région comme dans le bassin d’emploi est dans la commune, limité et sur-représenté par le commerce et le bâtiment et travaux publics, au détriment des services à la personne et aux entreprises. En 2007, seulement 58 % de la population était assujettie à l’impôt sur le revenu, près de 74 % des revenus déclarés dans la commune relevaient des salaires et traitements.
En 2006, le revenu fiscal médian par ménage était de 16 381 €, ce qui plaçait la commune au 13 601e rang parmi les 30 687 communes de plus de cinquante ménages que compte le pays et au 181e rang départemental.
En 2010, le revenu fiscal médian par ménage était de 31 374 €, ce qui plaçait Vigneux-sur-Seine au 11 728e rang parmi les 31 525 communes de plus de 39 ménages en métropole.
| Répartition des emplois par catégories socioprofessionnelles en 2006. |              |                                           |                                                   |                            |                          |                           |
|                                                                       | Agriculteurs | Artisans, commerçants, chefs d’entreprise | Cadres et professions intellectuelles supérieures | Professions intermédiaires | Employés                 | Ouvriers                  |
| Vigneux-sur-Seine                                                     | 0,0 %        | 6,9 %                                     | 9,3 %                                             | 25,2 %                     | 39,2 %                   | 19,3 %                    |
| Zone d’emploi d’Orly                                                  | 0,1 %        | 4,6 %                                     | 15,2 %                                            | 27,8 %                     | 30,3 %                   | 22,1 %                    |
| Moyenne nationale                                                     | 2,2 %        | 6,0 %                                     | 15,4 %                                            | 24,6 %                     | 28,7 %                   | 23,2 %                    |
| Répartition des emplois par secteurs d’activités en 2006.             |              |                                           |                                                   |                            |                          |                           |
|                                                                       | Agriculture  | Industrie                                 | Construction                                      | Commerce                   | Services aux entreprises | Services aux particuliers |
| Vigneux-sur-Seine                                                     | 0,2 %        | 8,5 %                                     | 9,4 %                                             | 23,6 %                     | 7,4 %                    | 5,7 %                     |
| Zone d’emploi d’Orly                                                  | 0,5 %        | 8,1 %                                     | 7,2 %                                             | 15,0 %                     | 14,3 %                   | 6,3 %                     |
| Moyenne nationale                                                     | 3,5 %        | 15,2 %                                    | 6,4 %                                             | 13,3 %                     | 13,3 %                   | 7,6 %                     |
| Sources : Insee,                                                      |              |                                           |                                                   |                            |                          |                           |

## Culture locale et patrimoine

### Patrimoine environnemental
Le territoire municipal, pour moitié non urbanisé, conserve encore de nombreux espaces naturels : la base de loisirs régionale du Port-aux-Cerises, sur 163 hectares, la réserve intercommunale de biodiversité du lac Montalbot,, dont quarante-quatre hectares sauvages, le parc municipal du Gros-Buisson, vingt-deux hectares, le lac du Château frayé, promenade urbaine, les rives vierges de la seine et la forêt de Sénart.
- Le port Premier, la pierre à Mousseau et l'île de loisirs du Port-aux-Cerises : 
L'île de loisirs du Port-aux-Cerises est un espace de détente de 163 hectares situé à cheval sur les communes de Draveil et Vigneux. Il longe la Seine et comprend des espaces verts, des étangs, une piscine découverte, etc. Sa lisière de la Darse des Mousseaux abrite le port Premier et sa vingtaine de péniches transformées en résidences.

La pierre à Mousseau est un menhir du néolithique (entre -4000 et -2000 av. notre ère) haut de près de trois mètres classé aux monuments historiques en 1889. Il est situé dans la zone du port Premier.

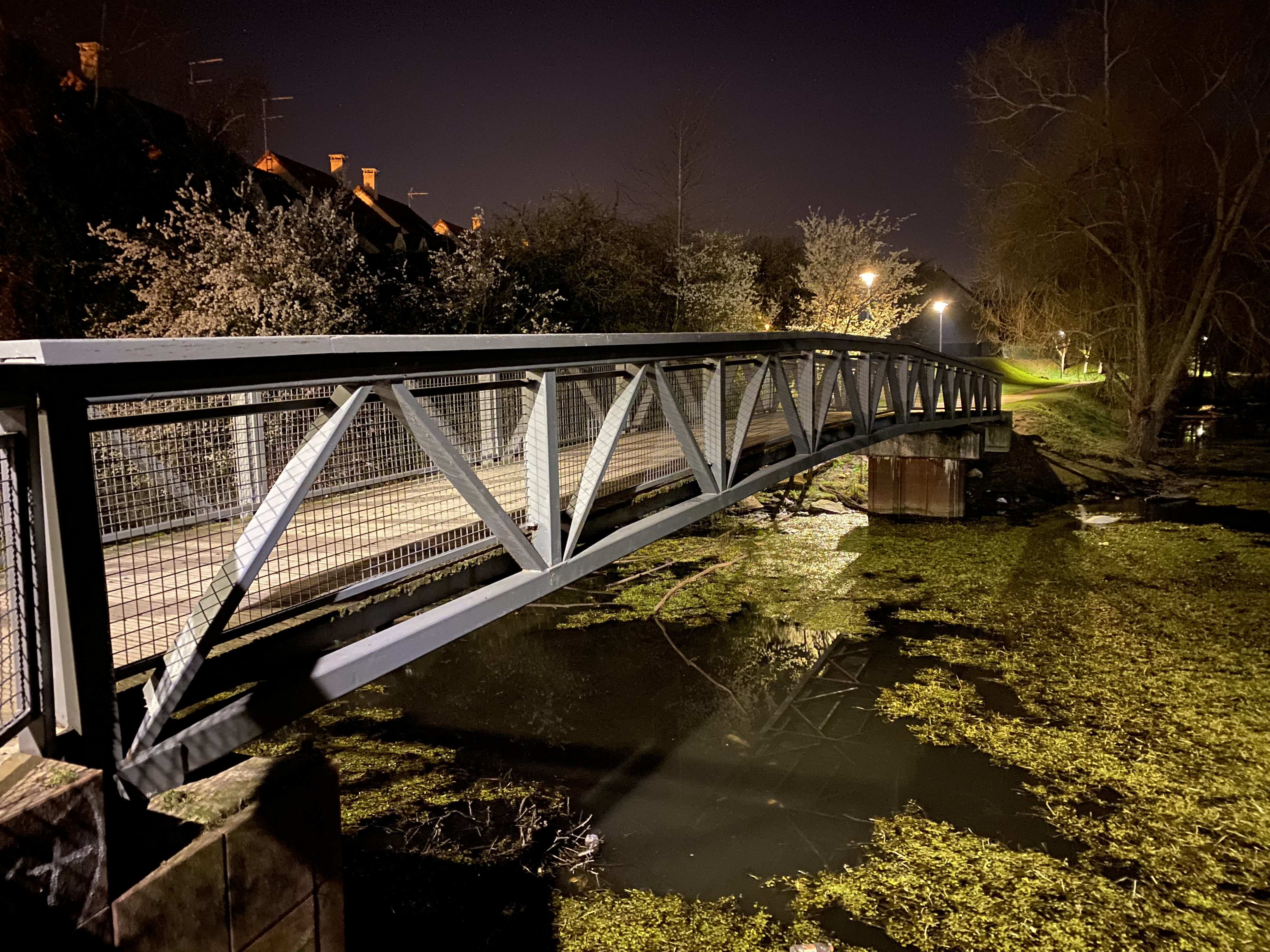
Passerelle sur la Darse.
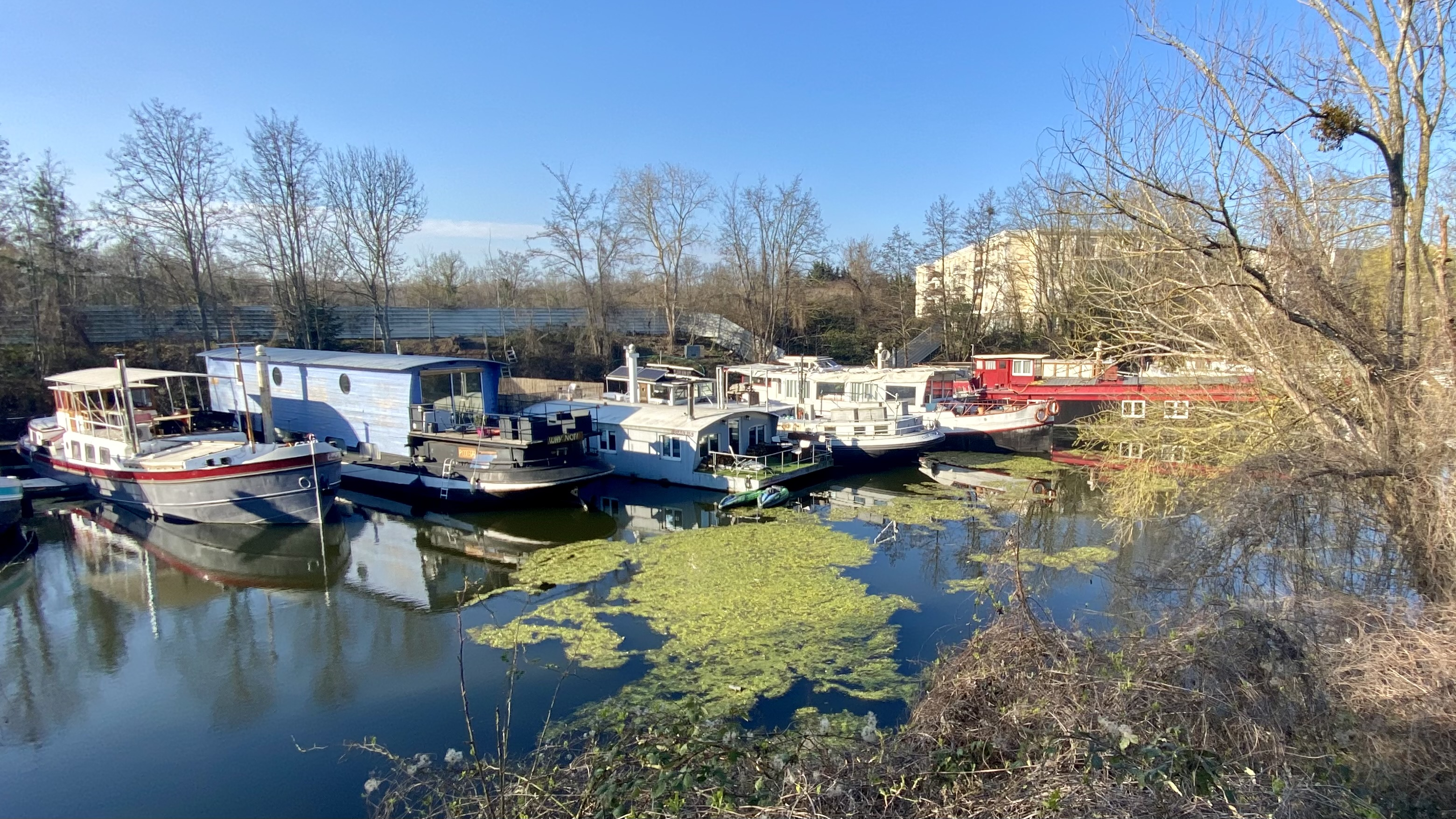
Port Premier.
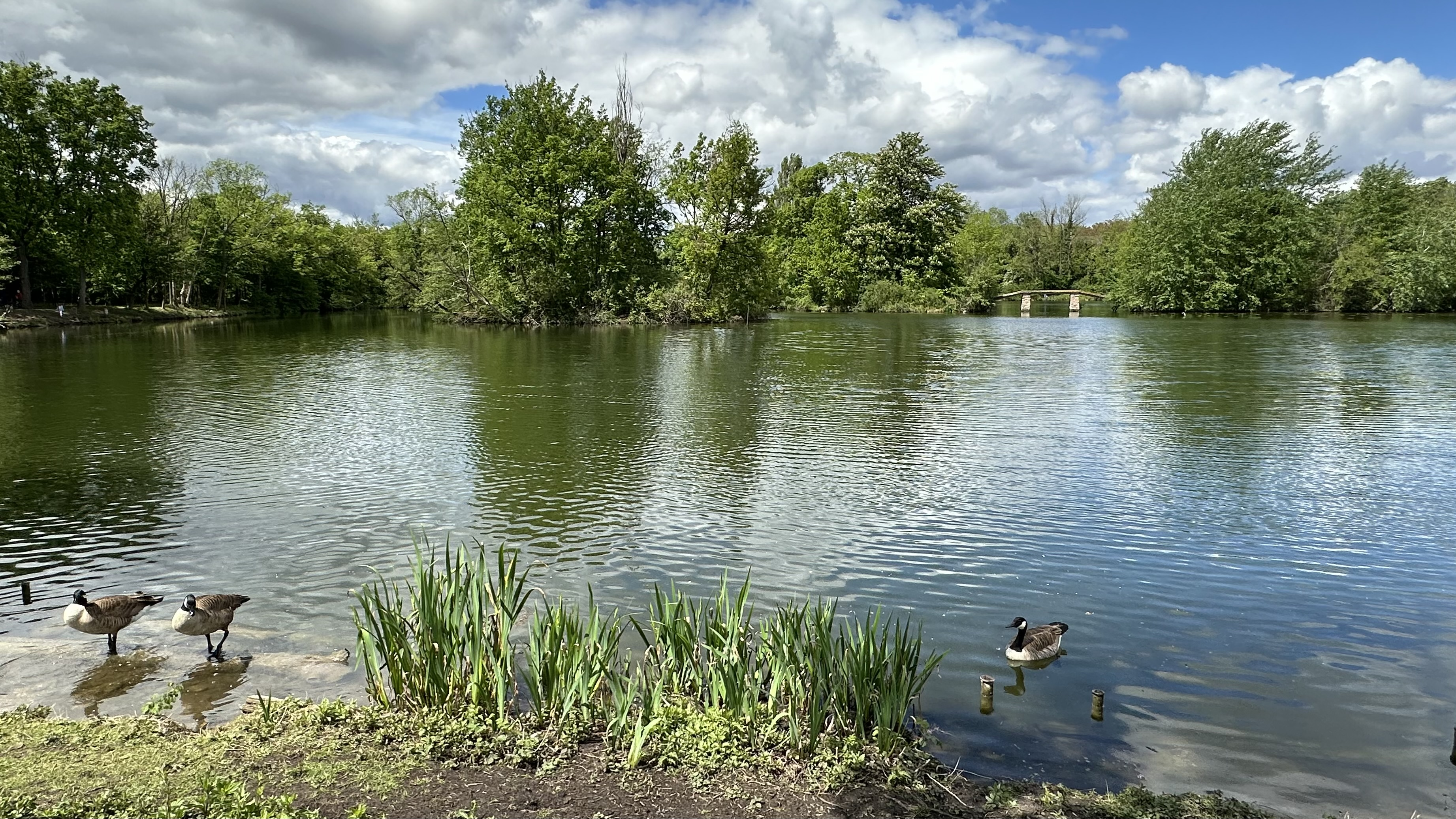
Île de loisirs du Port-aux-Cerises, côté Port Premier.
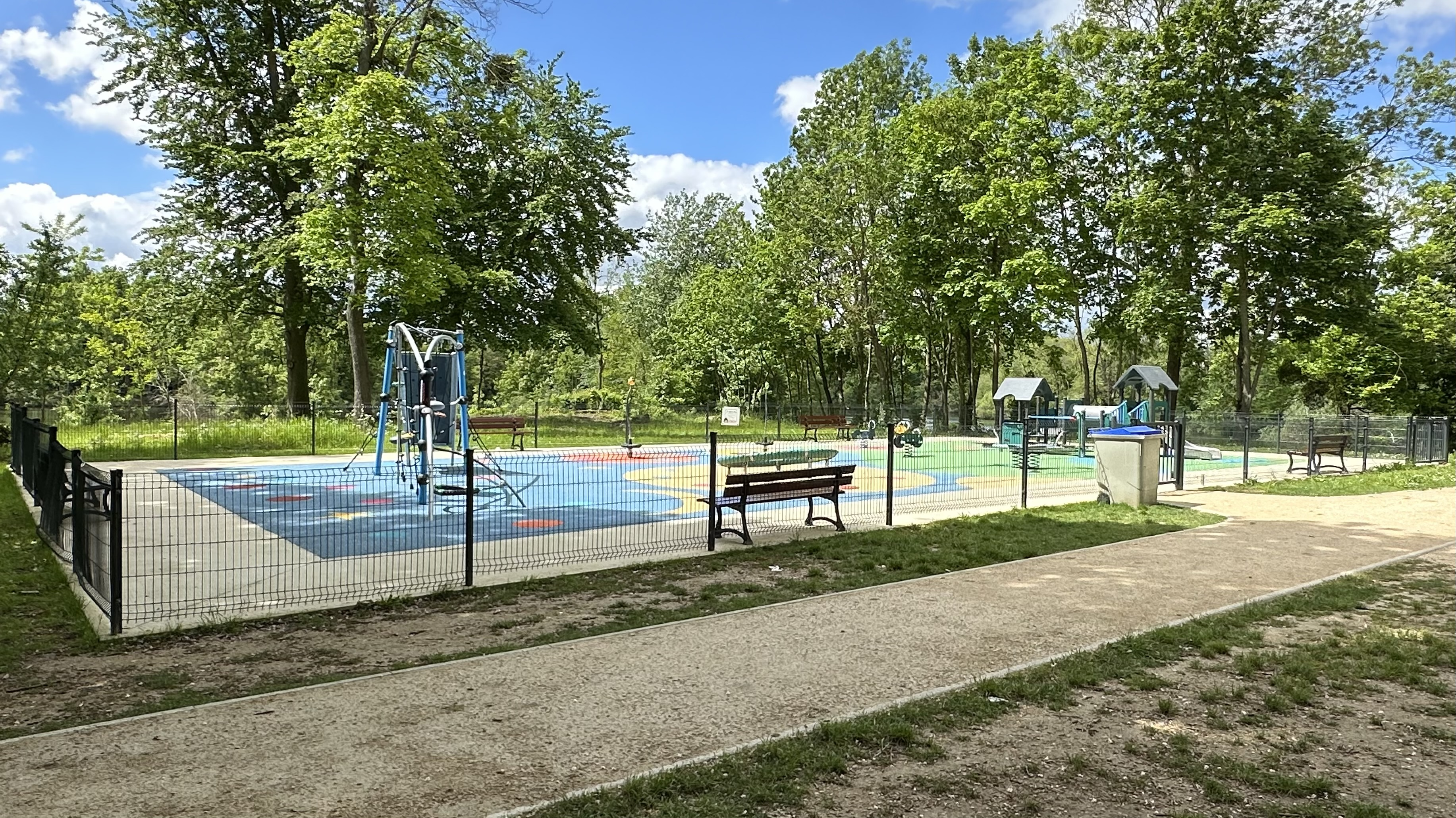
Aire de jeux vigneusienne dans l'Île de loisirs du Port-aux-Cerises, côté Port Premier.

- Le lac Montalbot : 
Rue du Maréchal-Leclerc, le lac Montalbot est un géant de 44 hectares qui le place au rang des plus grands d'Île-de-France. On y pratique le canoë-kayak et d'autres sports nautiques.

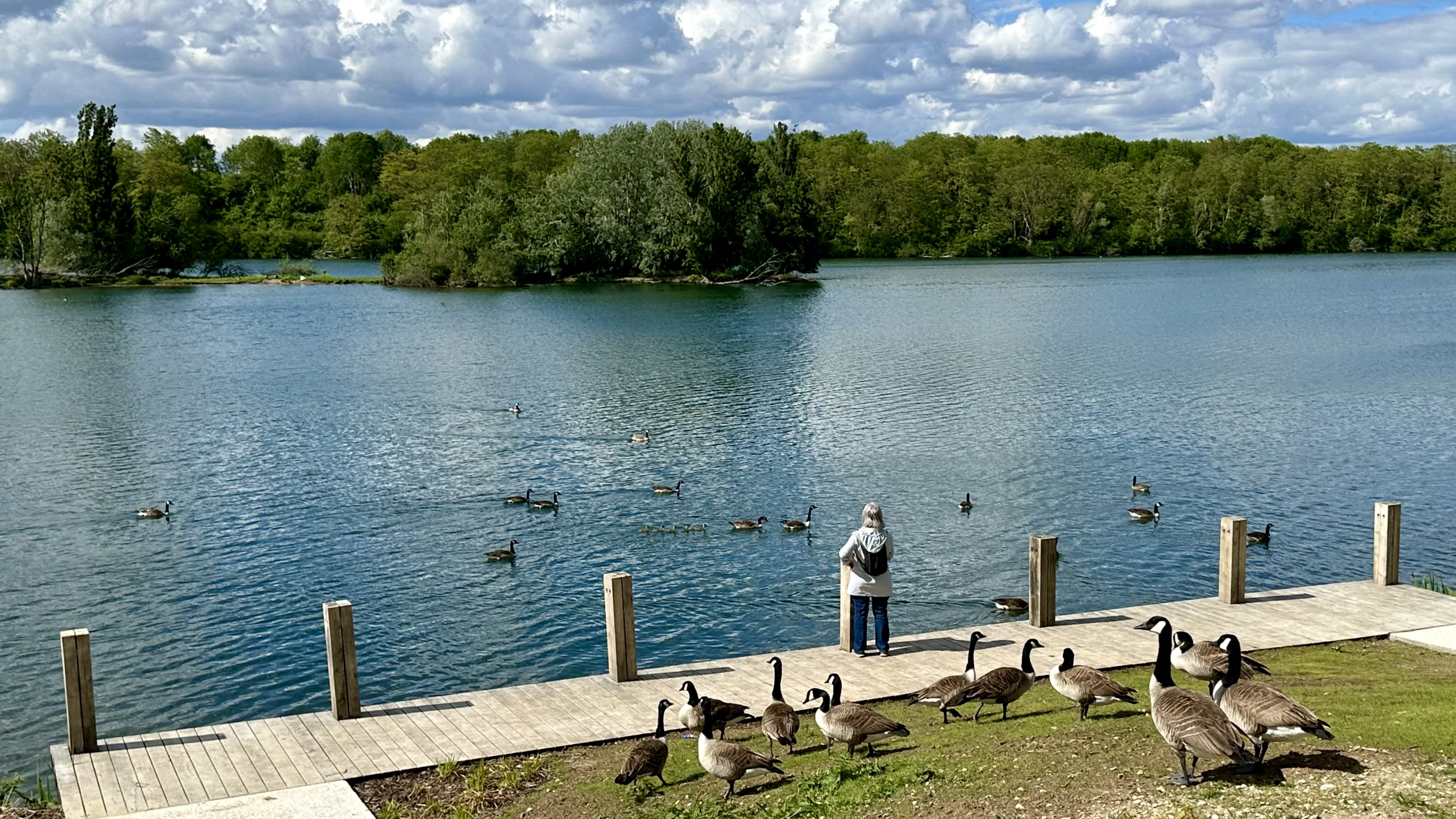
Point de vue sur l’île.
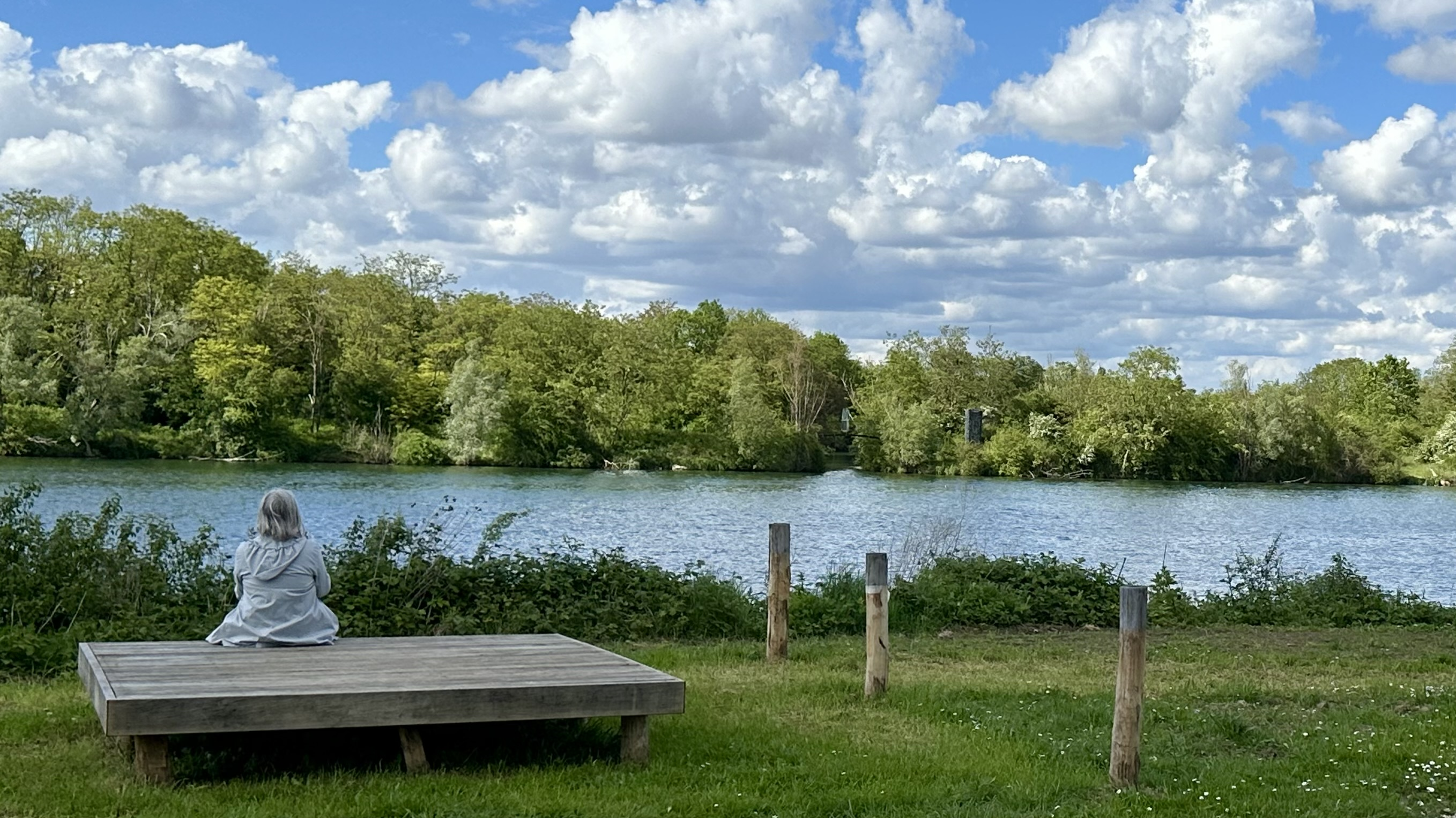
Point de vue sur la passerelle.

- Le lac du château Frayé : 
Place Marx-Dormoy, le lac du château Frayé est aisément reconnaissable sur une carte car il a la forme d'une clé. Il est composé d'un canal rectangulaire auquel on a adjoint un basin circulaire et son île. Cette dernière, agrémentée d'une cascade, est le refuge de nombreux oiseaux : hérons, canards, poules d'eau et cygnes. Le lac, dont les origines remonterait à 1760-1780, a donné son nom au quartier. Il est le théâtre régulier de joutes nautiques.

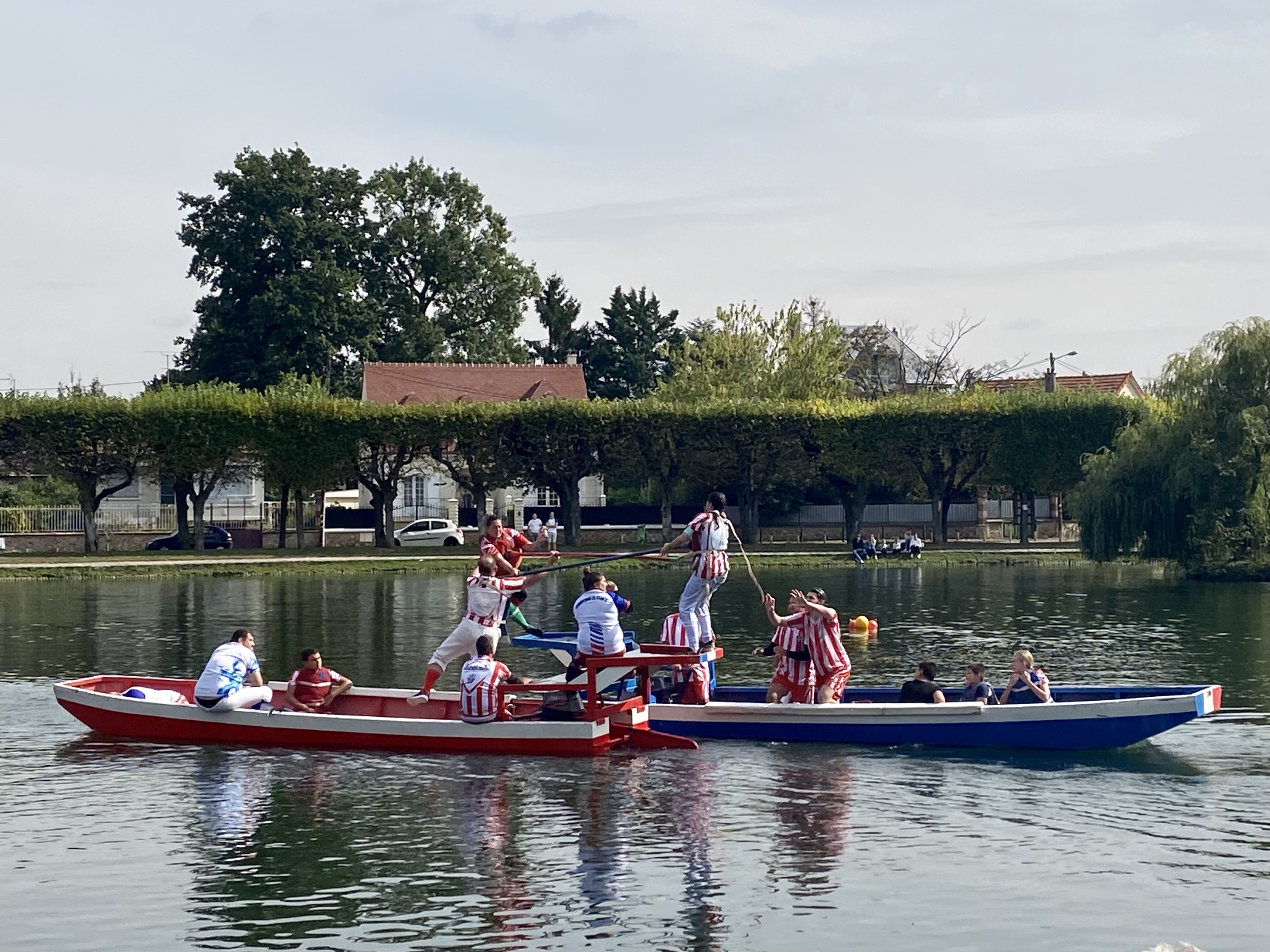
Démonstration de joute nautique sur le lac Frayé.
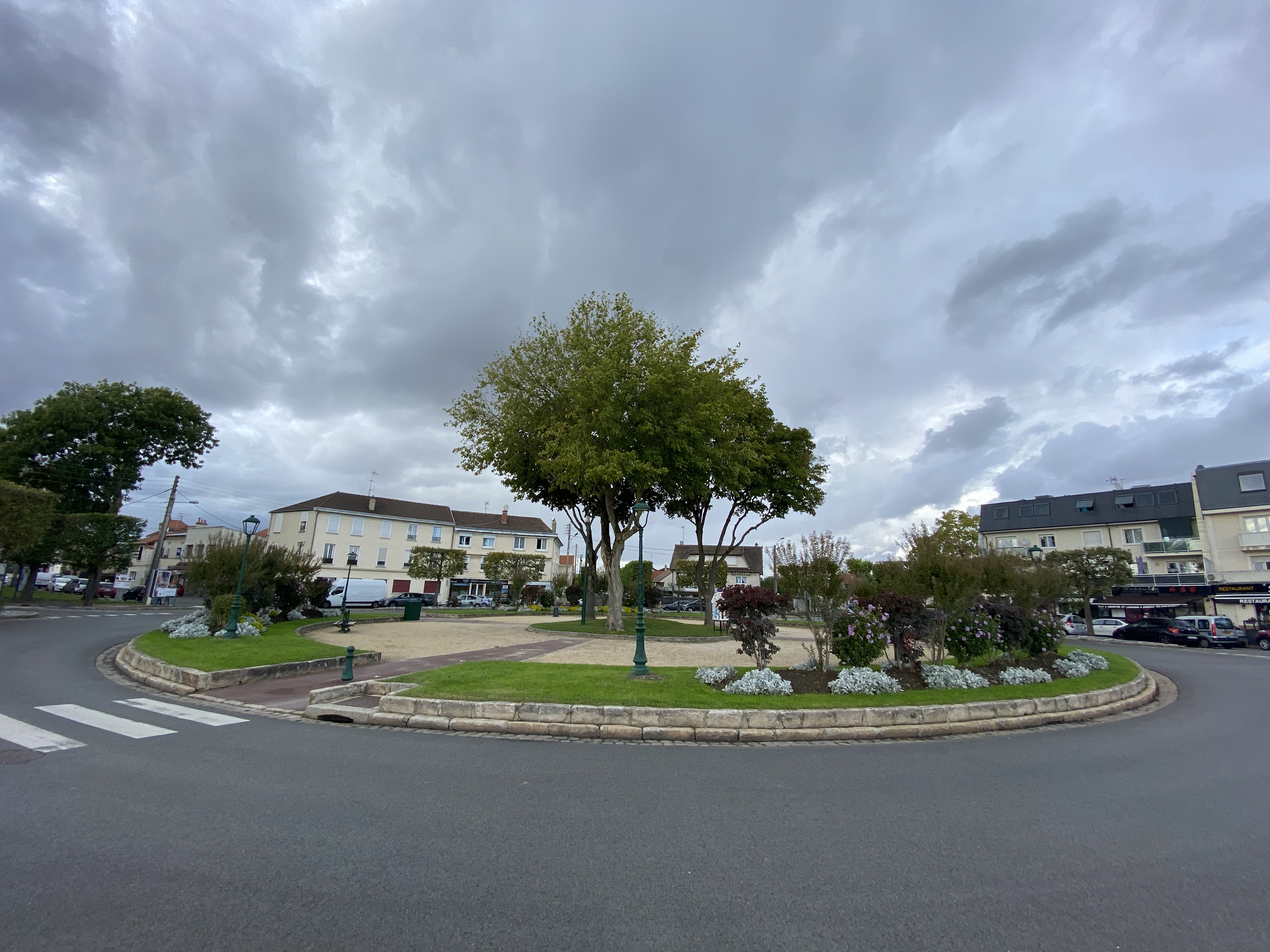
Place Marx Dormoy.
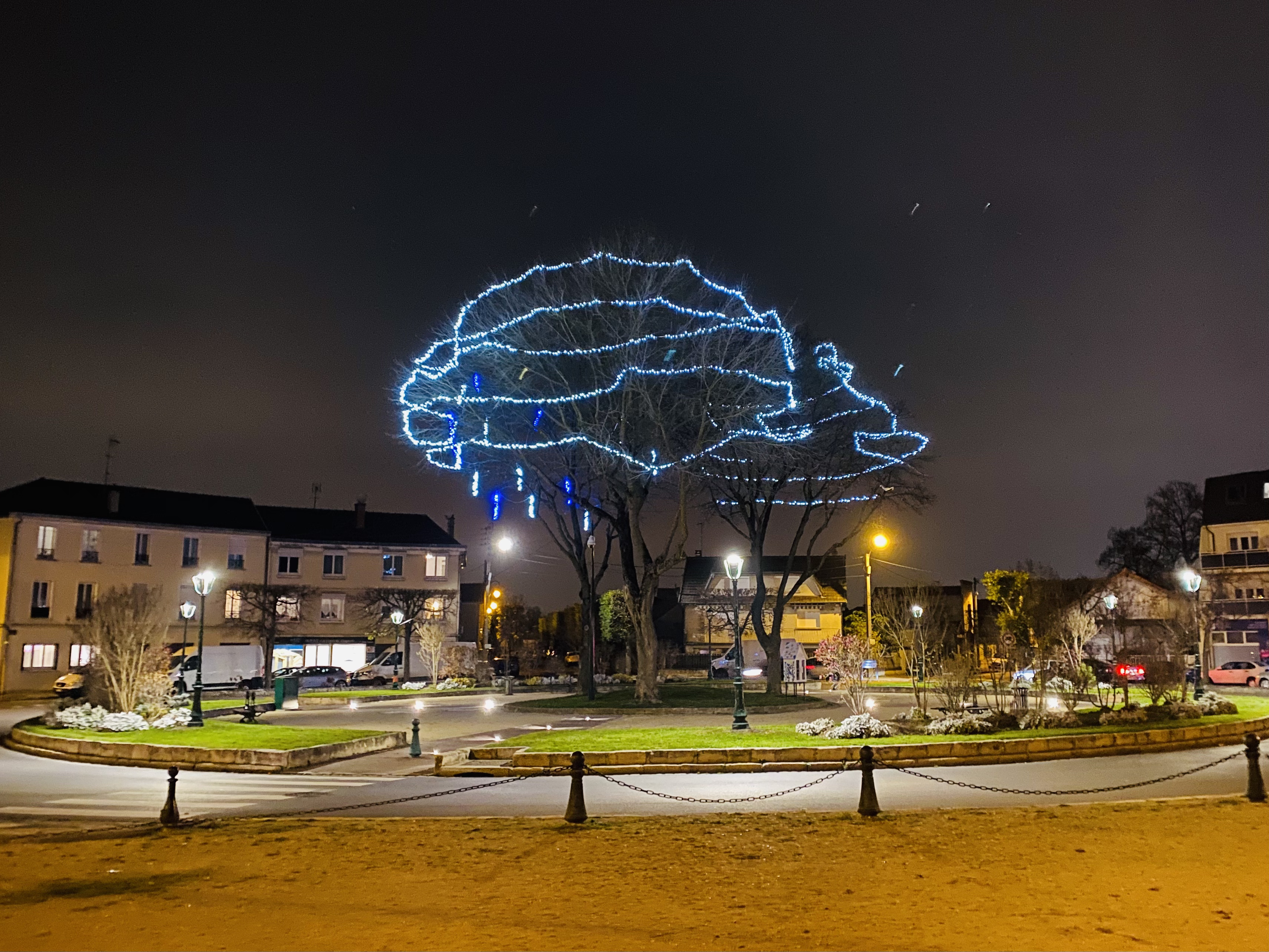
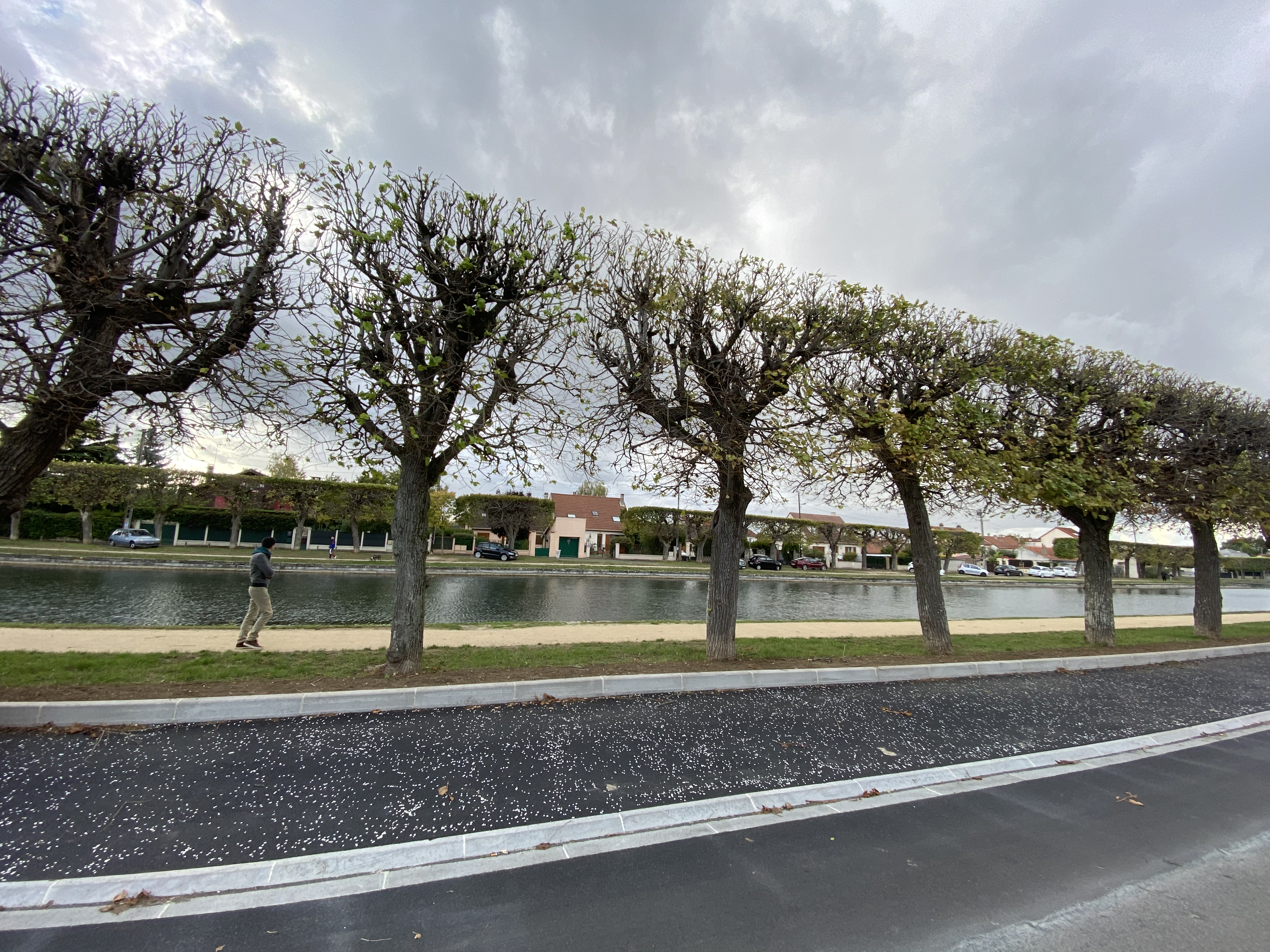
Quai des Tilleuls.

- Les berges de la Seine : 
 Au-delà de berges accessibles depuis le Port-aux-Cerises, on peut accéder aux bords de Seine, en empruntant le chemin de Écluses, proche du parking de la gare. La passerelle d'Ablon permet de franchir le fleuve et d'y observer le passage des péniches dans l'écluse.

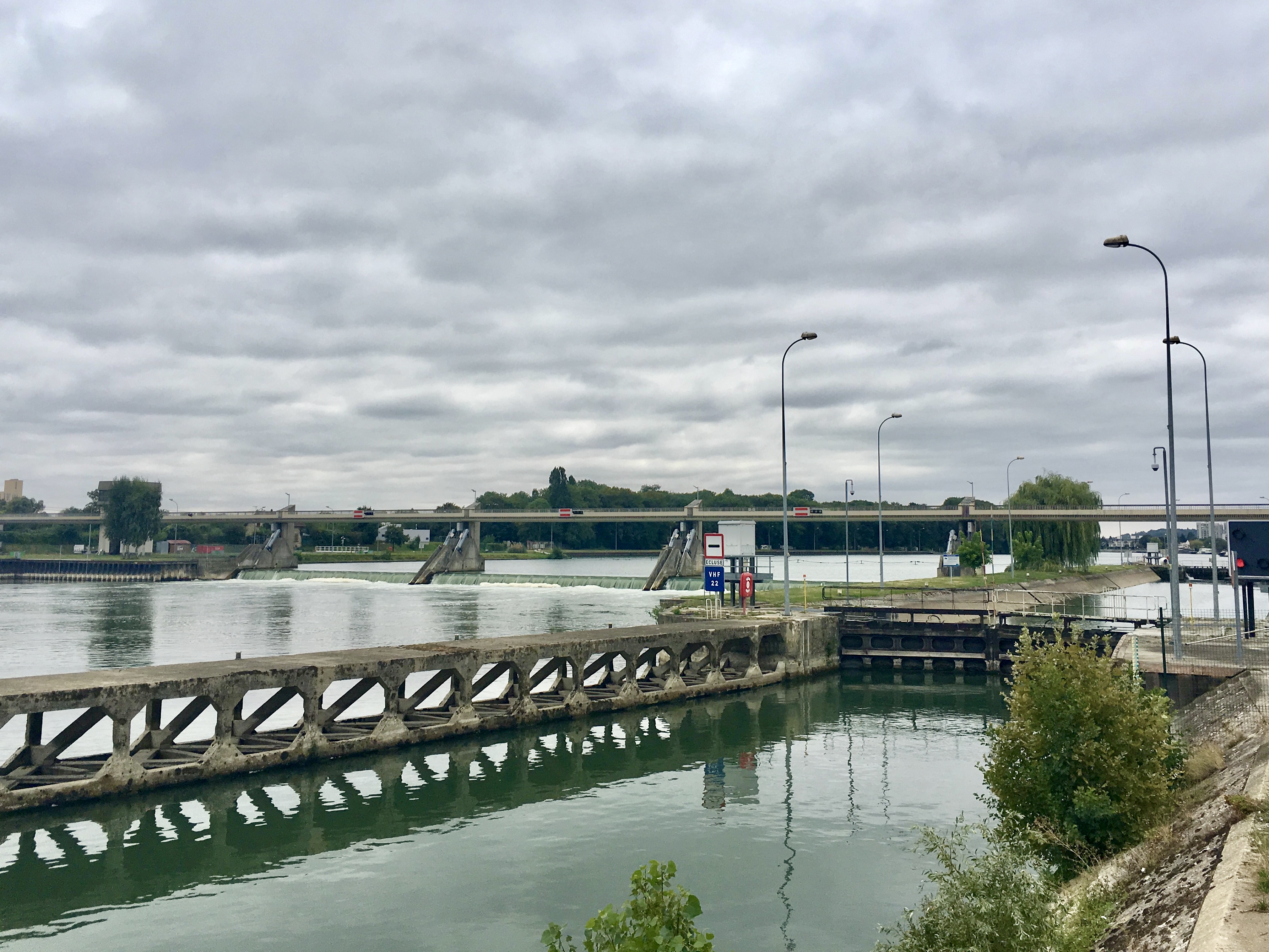
Barrage éclusé d'Ablon-sur-Seine.
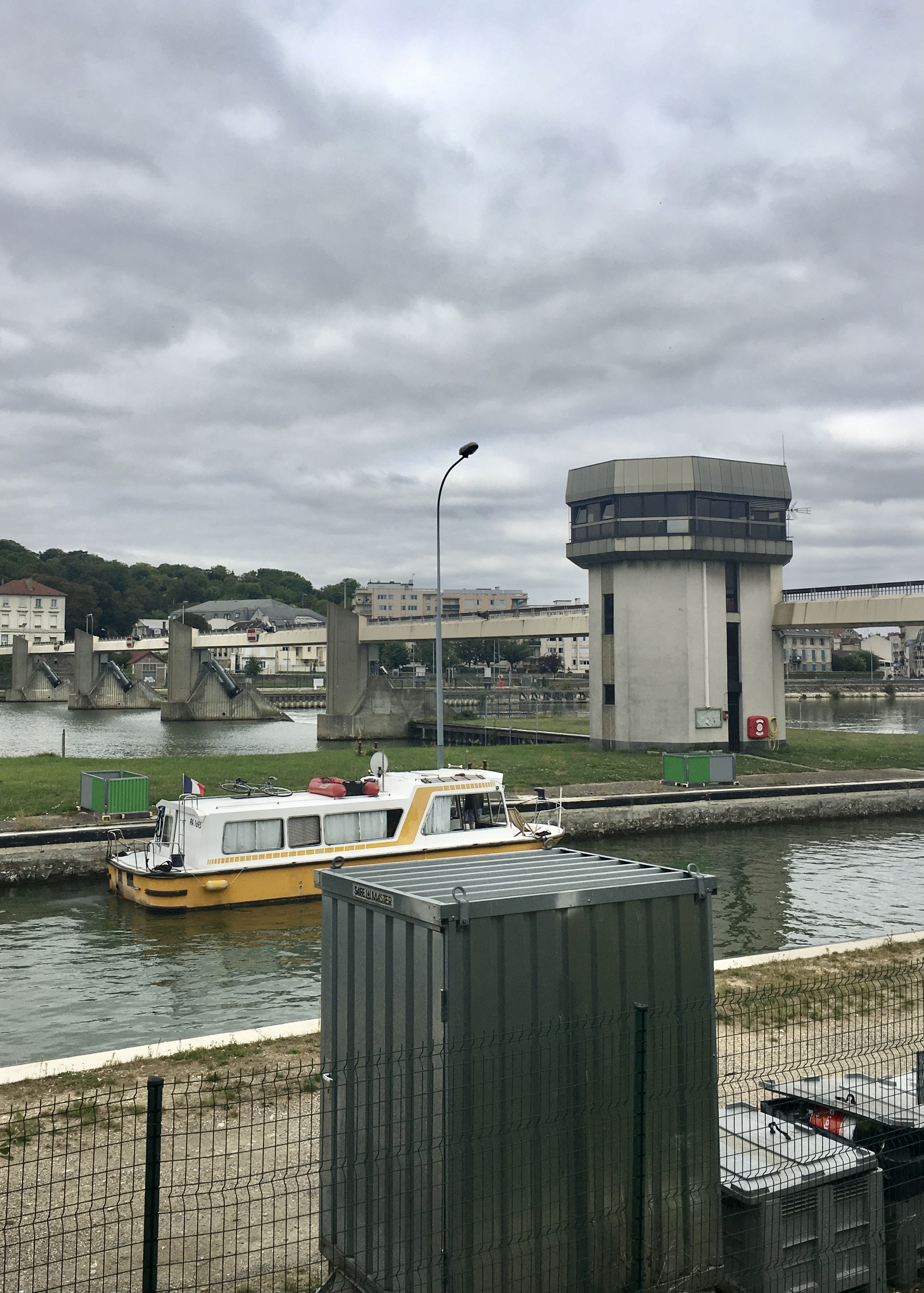

- La forêt de Sénart est une forêt de 3 047 hectare sacralisée au temps du druidisme[réf. nécessaire]. Ce paysage boisé propice à la ballade est ponctué par 800 mares. Un balisage a été mis en place afin de permettre aux visiteurs de mieux reconnaître les éléments remarquables de la faune et de la flore.

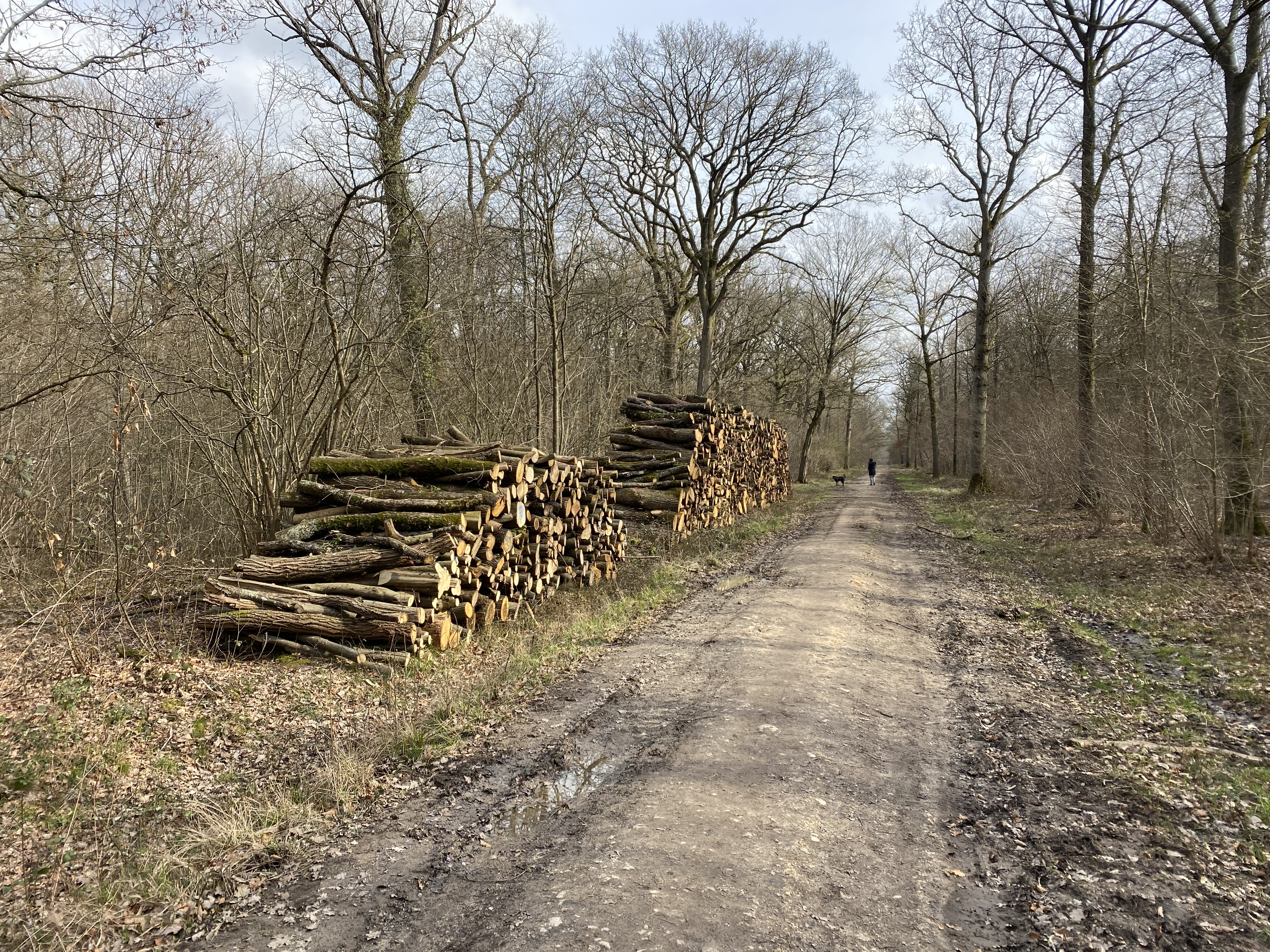
Forêt de Sénart.
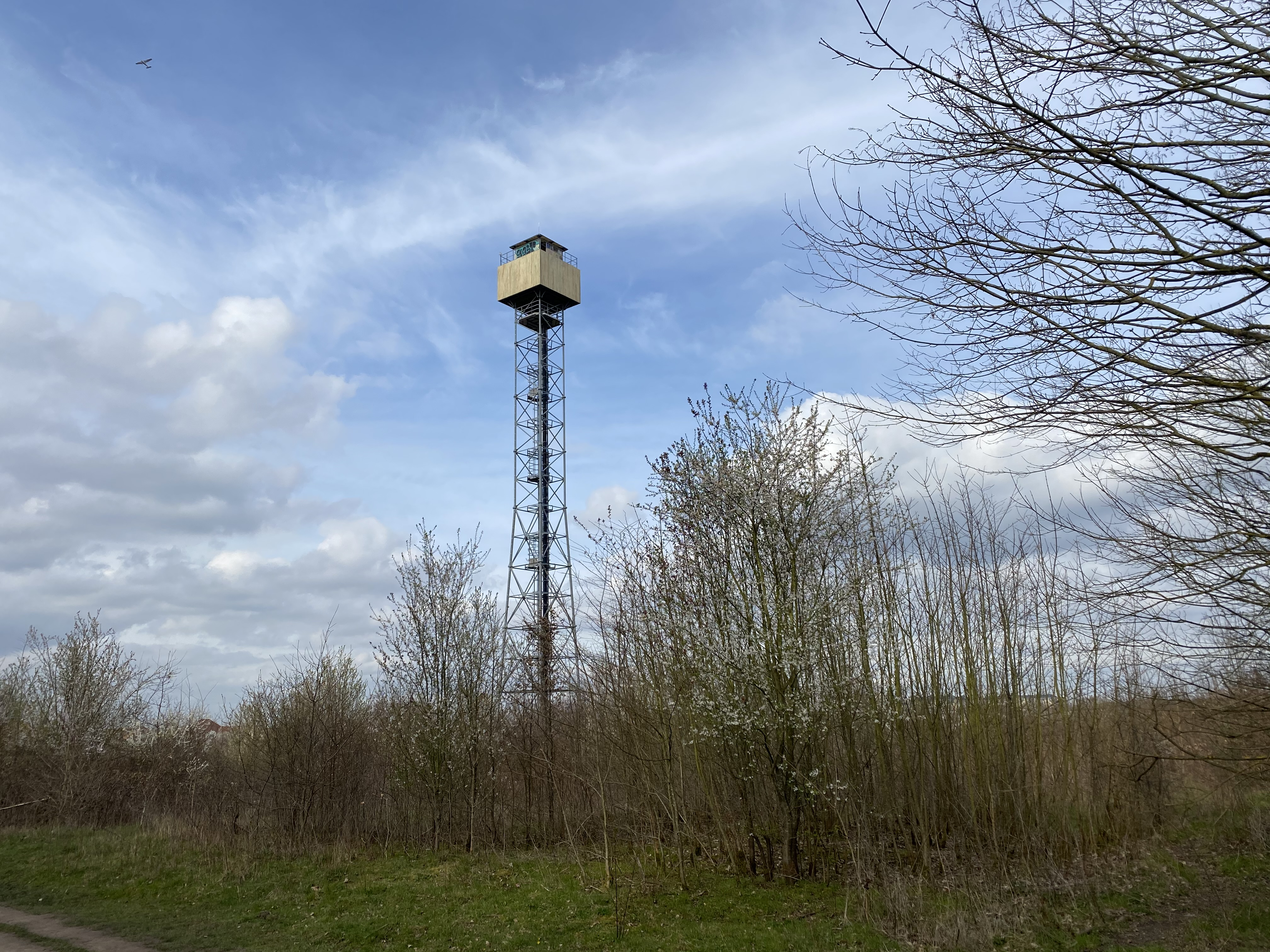
Antenne de téléphonie « tour de guet ».
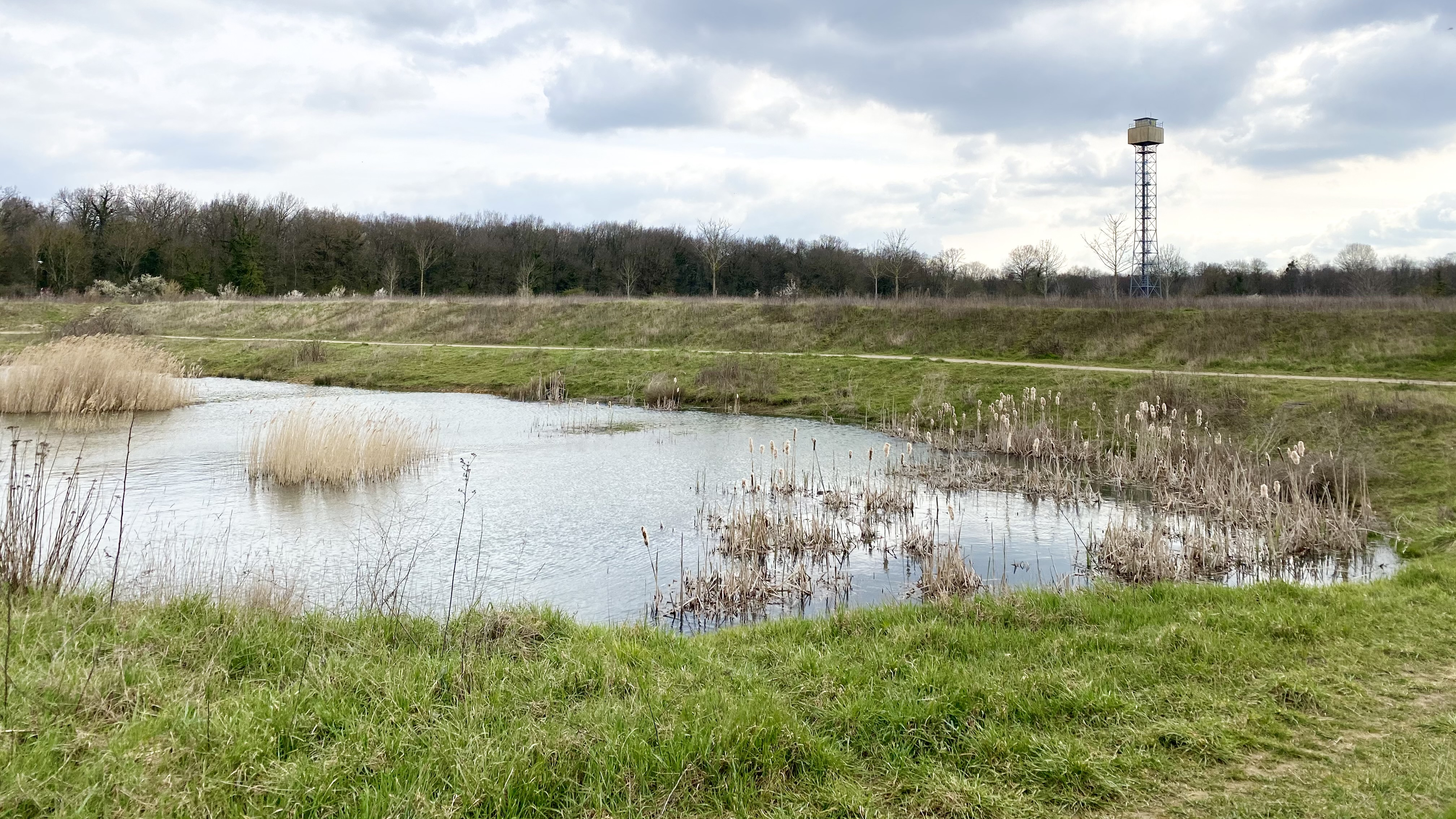

### Patrimoine architectural
Plusieurs demeures importantes du XIXe siècle , couramment appelées « châteaux », subsistent sur le territoire: le château de Dorgère, dont les dépendances abritent des services municipaux, le château de Port-Courcel, propriété d’Électricité de France, le château de Rouvres,  maison de retraite, et le château des Acacias (1860) dans le parc du Gros Buisson. Une des sept tours résidentielles du quartier de la Croix-blanche, hautes de vingt-quatre étages, a été préservée de la démolition pour être réhabilitée. Elle continue ainsi à dominer le paysage urbain.
- Le château de Dorgère :
Rue Pierre-Marin, le château doit son nom à une de ses anciennes propriétaires : Arlette Dorgère, actrice de variété. C'est un manoir de la fin du XIXe siècle jouant sur les contrastes entre plusieurs teintes de briques et la pierre. Madame Alphonse Daudet y fut accueillie tous les étés par un autre propriétaire du château, son grand-père M. Lavoit.

D'anciennes dépendances abritent des services municipaux

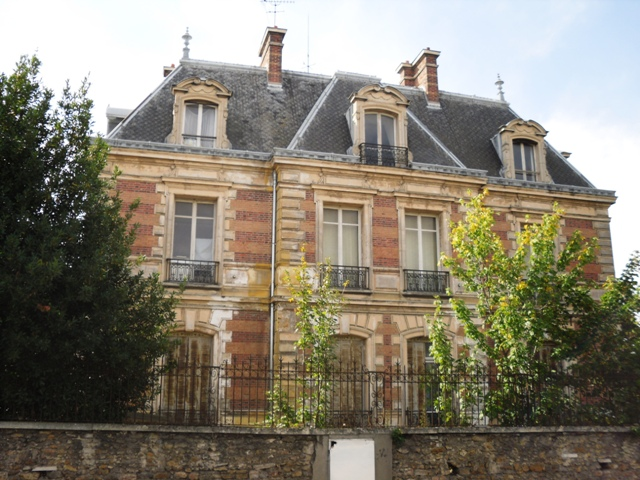
Château de Dorgère.
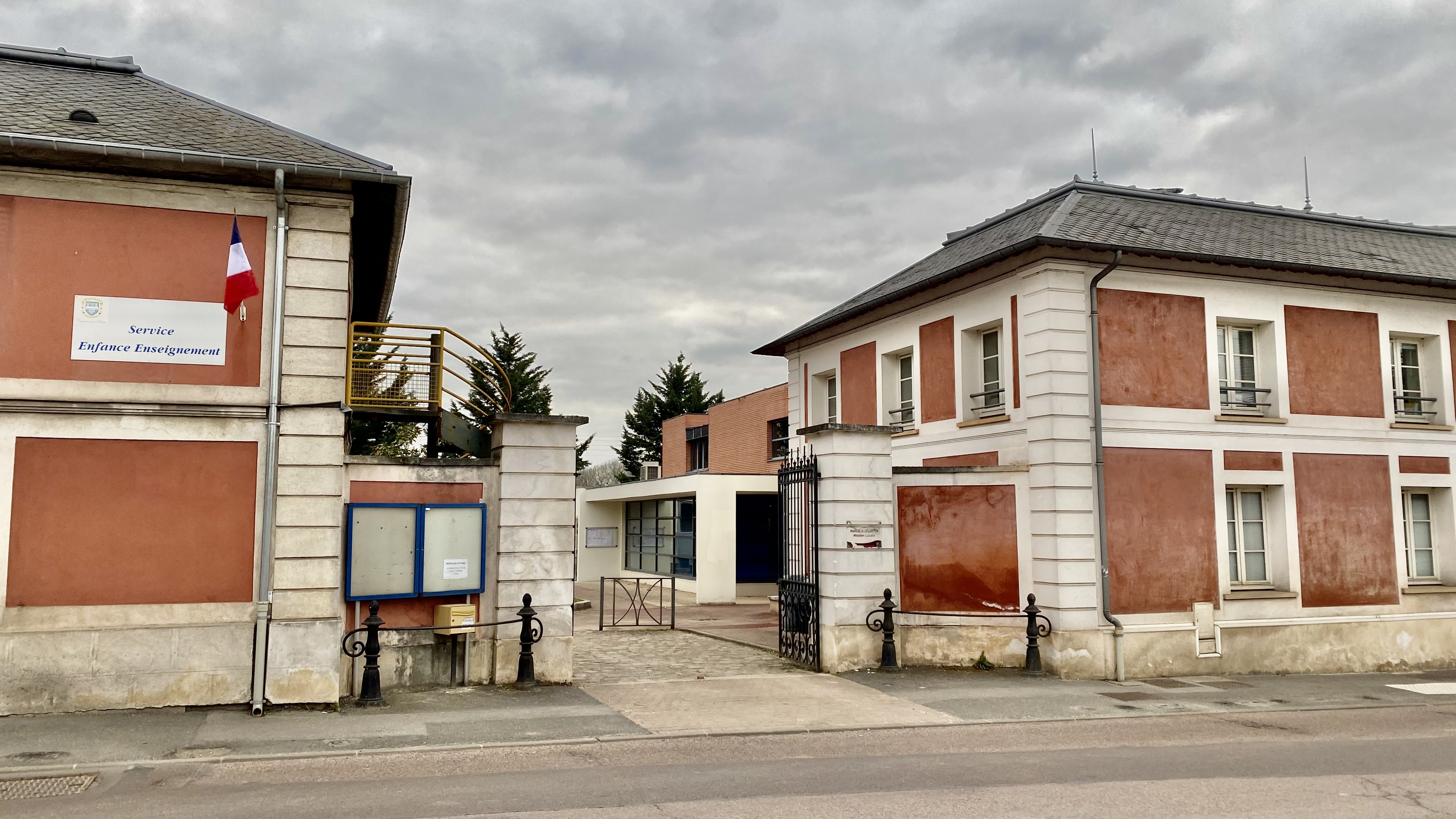
Services municipaux, dépendances du château Dorgère.
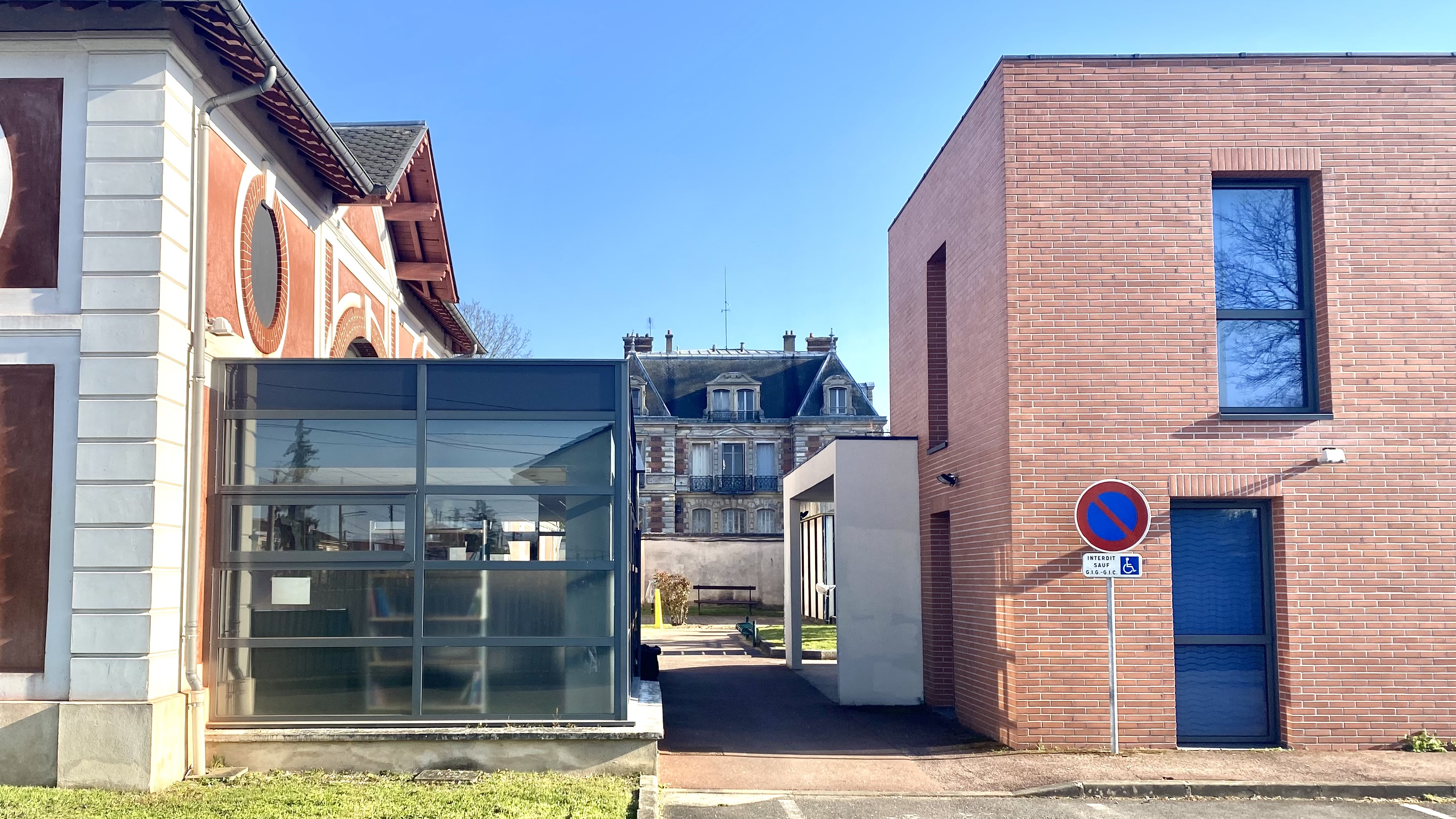
CCAS.

- Le château de Courcel, chemin de Courcel
Il s'agit d'une une bâtisse de briques et de galets édifiée en 1878 par Georges Chodron de Courcel. Agrémenté d'une tourelle et d'un parc, il abrite aujourd'hui un centre de loisirs municipal.

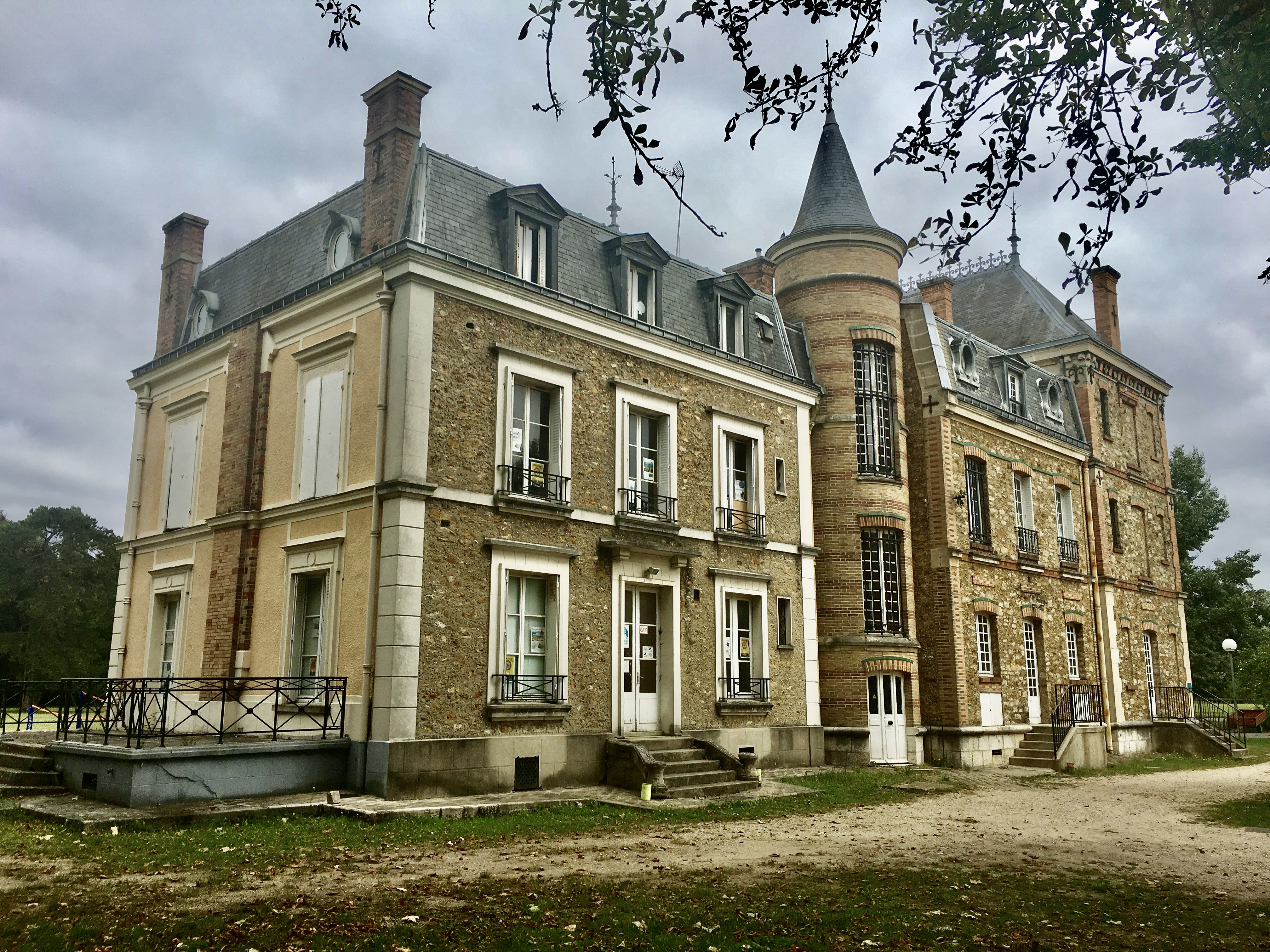
Château de Courcel.
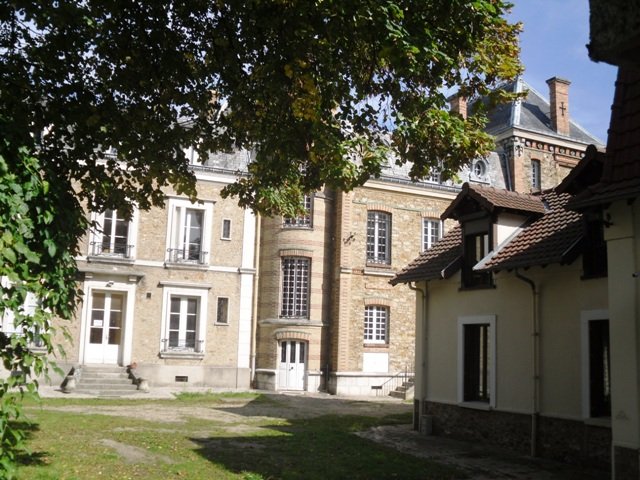

- Le château des Acacias et le parc du Gros Buisson : 
Le château des Acacias est une demeure bourgeoise construite dans les années 1860. Elle a été acquise avec le parc du Gros-Buisson attenant par la municipalité pour y établir l'école municipale d'Arts plastiques.

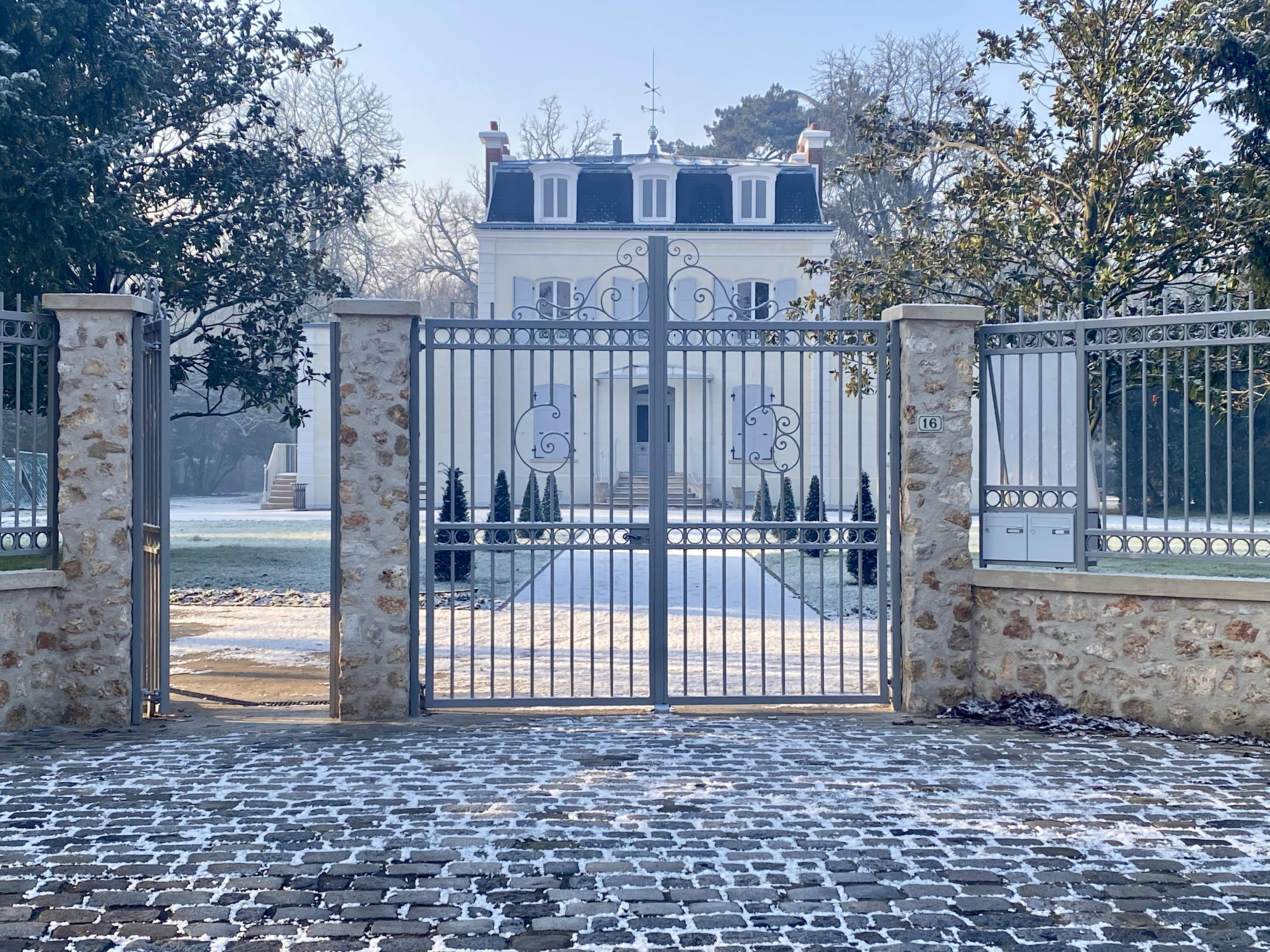
Portail du parc du Gros Buisson.
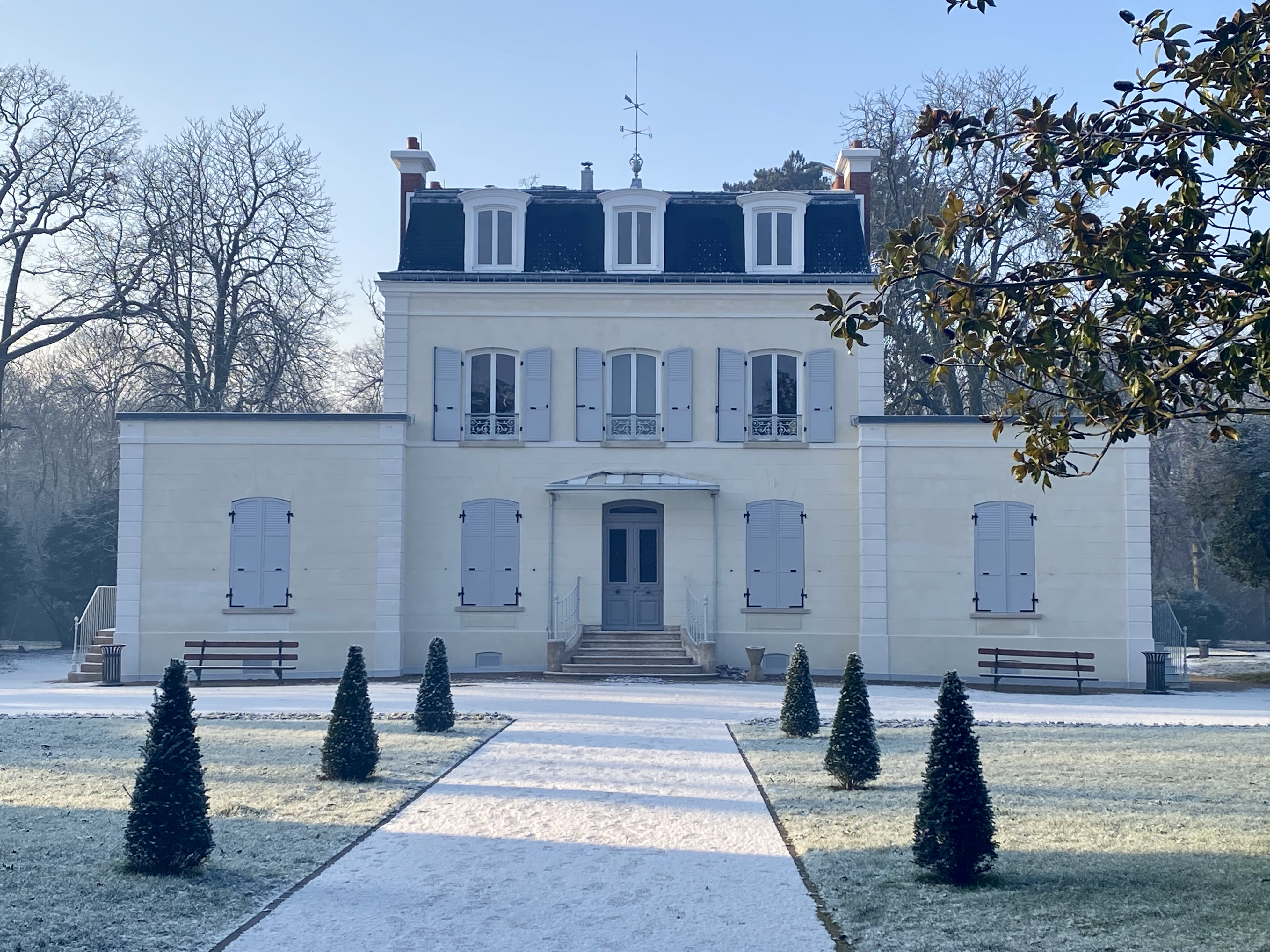
Château des Acacias.
Extension (salle du conseil municipal, des mariages ou d’expositions).

- L'église Saint-Pierre, 16 rue Jean-Corringer, a été construite entre 1910 et 1935 en lieu et place d'un premier lieu de culte datant du XIIe siècle démoli après la Révolution. Un sarcophage et quelques vestiges datant de ses origines ont été mis au jour.

### Personnalités liées à la commune
Différents personnages publics sont nés, décédés ou ont vécu à Vigneux-sur-Seine (par années de naissance) :
- Charles Cochon de Lapparent (1750-1825), homme politique, y vécut.
- Alphonse Couvreux (1820-1890), homme d'affaires, y vécut.
- Arlette Dorgère (1880-1965), comédienne et danseuse, y vécut.
- Georges Contaux (1891-1984), sculpteur, graveur et médailleur français, y est mort.
- Charlotte Delbo (1913-1985), femme de lettres, y est née.
- Georges Bétemps (1921-1992), dessinateur, peintre et graveur de timbres-poste y est mort.
- Janine Souchon (1930-2011), actrice, y est morte.
- Georges Tate (1943-2009), historien, byzantinologue, y est né.
- Régis Ovion (1949-), coureur cycliste, y est né.
- Joseph Mahmoud (1959-), athlète, a été licencié au Club Sportif Municipal de Vigneux.
- Marc Alexandre (1959-), judoka, y vécut.
- Jean-Luc Romero (1959-), homme politique, y exerce.
- Laurent D'Olivier (1982-), coureur cycliste, y vécut.
- Mehdi Taouil (1983-), footballeur, y vécut.
- Marylin Pla (1984-), patineuse artistique, y vécut.
- Sébastien Haller (1994-), footballeur, y vécut.

### Vigneux-sur-Seine dans les arts
- Certaines scènes du film Je vais bien, ne t’en fais pas, dont le scénario est tiré d’un livre qui se déroule dans la ville voisine de Draveil, ont été tournées à Vigneux-sur-Seine[150].
- La quasi-totalité du film de Gad Elmaleh Chouchou a été tournée à Vigneux-sur-Seine, notamment dans l’église et à la fosse Montalbot[151].

### Héraldique et logotype
| Blason de Vigneux-sur-Seine | Blason  | De sable à la fasce et à la devise ondées d’argent accompagnées en chef d’un rai d’escarboucle fleurdelisé accosté de deux gerbes de blé et en pointe d’une grappe de raisin tigée et feuillée, le tout d’or. Devise / Cri« E flumine surgens », qui peut se traduire en français par « Sortie du fleuve » |
| Blason de Vigneux-sur-Seine | Détails | Ce blason apparaît sur la motrice du TGV 102 au titre du parrainage des matériels SNCF par les communes. |
| Blason de Vigneux-sur-Seine | Alias   | La commune s’est en outre dotée d’un logotype. |